# Basel Badischer Bahnhof

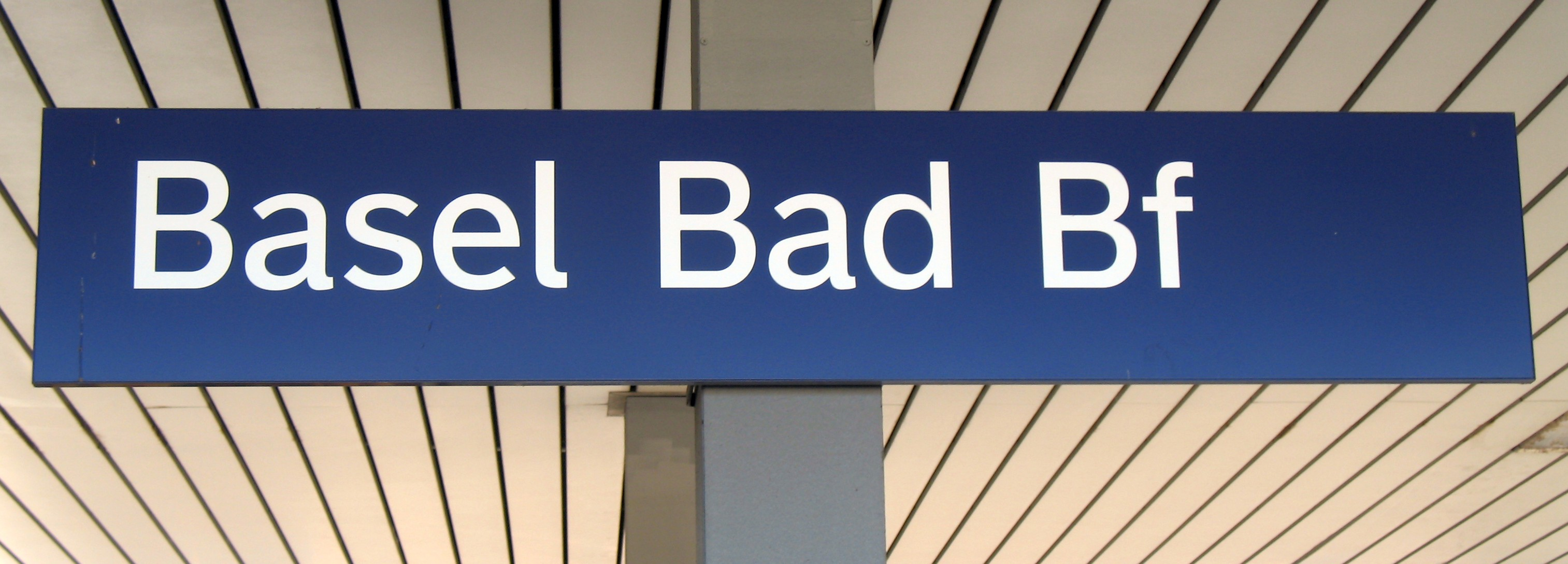
Bahnhofsschild «Basel Bad Bf»

Basel Badischer Bahnhof, bahnamtlich Basel Bad Bf, ist einer von sechs Bahnhöfen in Basel, der drittgrössten Stadt der Schweiz. Nach einem ersten Provisorium von 1855 bis 1862 sowie dem ersten festen Bau auf dem Gelände der heutigen Mustermesse Basel wurde er ab 1913 an seinem heutigen Standort an der Schwarzwaldallee zwischen den Stadtteilen Hirzbrunnen und Rosental errichtet. Mit durchschnittlich 20'000 Reisenden pro Werktag ist der Badische Bahnhof der zweitgrösste Bahnhof Basels nach dem Bahnhof Basel SBB mit 135'000 Reisenden.
Zusammen mit den anderen im Eigentum der Bundesrepublik Deutschland stehenden Bahnstationen auf Schweizer Staatsgebiet (Riehen und Riehen Niederholz der Wiesentalbahn im Kanton Basel-Stadt sowie Trasadingen, Wilchingen-Hallau, Neunkirch, Beringen Bad Bf, Beringerfeld, Neuhausen Bad Bf, Schaffhausen Bad Bf (zu 35 % des Gemeinschaftsbahnhofs), Herblingen und Thayngen der Hochrheinbahn im Kanton Schaffhausen) gehört er zu den letzten Bahnhöfen, die sich nach der Bahnreform in Deutschland noch im Bundeseisenbahnvermögen in unmittelbarem Bundesbesitz befinden. Der Bahnhof gehört zum deutschen Bahnnetz; im Zugverkehr steht der Bahnhof unter der Verwaltung der Deutschen Bahn.
Fern- und Regionalzüge der Deutschen Bahn und Schweizerischen Bundesbahnen halten vor bzw. nach dem Bahnhof Basel SBB an diesem Bahnhof, wo sie Anschluss an die Regionallinien in Richtung Waldshut–Schaffhausen–Singen auf der Hochrheinbahn oder nach Zell im Wiesental auf der Wiesentalbahn sowie nach Offenburg und Karlsruhe auf der Oberrheinbahn ermöglichen. Zudem ist der Badische Bahnhof Teil des Netzes der trinationalen S-Bahn Basel.
Von 1935 bis 1948 trug der Bahnhof den Namen Basel Deutsche Reichsbahn (kurz: Basel DRB). In den Ansagen der aus Deutschland kommenden Fernzüge sowie in Trams und Autobussen der BVB wird der Badische Bahnhof auf Englisch als Basel German Railway Station bezeichnet, der Bahnhof SBB als Basel Swiss Station bzw. in den Trams auch als Swiss and French Railway Station (da der Bahnhof Basel SNCF räumlich mit dem Bahnhof SBB verbunden ist).

## Geschichte
Im März 1838 begann das Grossherzogtum Baden mit dem Bau einer Eisenbahnlinie in der Spurweite von 1600 mm von Mannheim über Heidelberg, Karlsruhe, Offenburg und Freiburg im Breisgau nach Süden in Richtung Schweizer Grenze. Diese Linie wurde «Badische Hauptbahn» oder auch «Rheintalbahn» genannt. Eine schweizerische bzw. baselstädtische Eisenbahnkommission wollte eine Weiterführung der Bahn bis in die Stadt Basel und nahm 1842 mit dem Grossherzogtum Baden Kontakt auf.
Im Januar 1851 erreichte die Rheintalbahn den Ort Haltingen nahe der Schweizer Grenze. Weil sich die beiden Regierungen noch nicht über die Bahnhofanlage in Basel einigen konnten, wurden ab dort die Reisenden mit Pferdeomnibussen nach Basel gefahren.
Am 27. Juli 1852 wurde ein – bis heute gültiger – Staatsvertrag zwischen dem Grossherzogtum Baden und der Schweiz über die Weiterführung der badischen Eisenbahnen über schweizerisches Gebiet abgeschlossen. Der Baubeginn verzögerte sich aber noch weiter. Die Basler Regierung drängte auf einen Kopfbahnhof, während Baden auf einem Durchgangsbahnhof beharrte, um die geplante Fortsetzung der Bahn Richtung Waldshut nicht zu behindern. Im Jahre 1854 lagen der Basler Regierung verschiedene Hochbaupläne vor, aber man konnte sich immer noch nicht auf ein Projekt einigen, und der Bau verzögerte sich weiter.
Am 9. Dezember 1854 begann die Umspurung der Rheintalbahn auf Normalspur. Der Umbau war am 26. März 1855 im Wesentlichen beendet.

### Der erste Badische Bahnhof (1855 bis 1913)
Der erste Badische Bahnhof stand am heutigen Messeplatz. Dieser Ort lag damals noch ausserhalb des eigentlichen Siedlungsgebiets am Stadtrand von Basel. Der heutige Riehenring hiess damals Bahnhofstrasse; im Jahr 1904 wurde die Strasse in Riehenring umbenannt.

#### Provisorium (1855 bis 1862)
Am 19. Februar 1855 begann der Betrieb auf der normalspurigen Bahnlinie von Haltingen nach Basel, und die Grossherzoglichen Badischen Staatseisenbahnen konnten am geplanten Ort des Bahnhofs ein Holzprovisorium als Aufnahmegebäude eröffnen. Die Badischen Staatseisenbahnen bauten darauf sofort an der Verlängerung ihrer Bahnlinie Richtung Singen(– Konstanz) und konnten diese am 2. Februar 1856 bis Säckingen in Betrieb nehmen.
Am 10. April 1859 einigten sich Basel und die Bahn auf die Ausführung eines definitiven Aufnahmegebäudes, und im Mai desselben Jahres wurden hierfür die Bauarbeiten aufgenommen.

#### Definitiver Bau (1862 bis 1913)

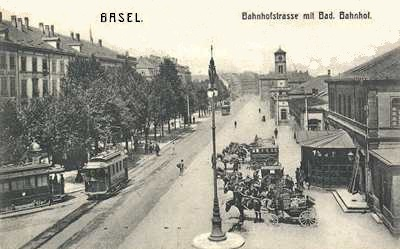
Badischer Bahnhof von 1862

Das von dem Karlsruher Architekten Karl Joseph Berckmüller entworfene Aufnahmegebäude sah einen aus der Vorhalle herausragenden Eingangsturm vor, mit links und rechts anschliessenden Mittelbauten und weiteren Flügelbauten. Auf der Strassenseite dominierten die offenen Arkadenvorhallen. Am 1. Mai 1862 wurde der Bahnhof eröffnet. Mit der Inbetriebnahme der durchgehenden Linie nach Konstanz im Jahr 1863 mussten die Wartesäle und Restaurationsräume bereits vergrössert werden. Die 1873 eröffnete Basler Verbindungsbahn zum Bahnhof der Schweizerischen Centralbahn erforderte weitere bauliche Anpassungen.
Mit den Jahren kamen die Gleise der badischen Bahn der Stadtentwicklung immer mehr in die Quere, und man suchte nach einer Lösung. 1892 wollten die Badischen Staatseisenbahnen die Bahnhofanlagen erweitern, und es bestanden sogar Vorschläge, den Durchgangsbahnhof in einen Kopfbahnhof umzubauen. Die Stadt Basel aber wollte die alles zerschneidende Bahn aus den wachsenden Quartieren verbannen. Ab 1899 fanden mit dem Grossherzogtum Baden Verhandlungen über eine Umgestaltung der Bahnanlagen statt, und im März 1900 einigten sich die Parteien über eine Verlegung des Badischen Personenbahnhofs an die Schwarzwaldallee und über den Umbau der übrigen Bahnanlagen. Kurz danach begannen die Bauarbeiten an den neuen Gleisanlagen. Zuerst wurde der Ortsgüterbahnhof nahe der ursprünglichen Stelle wesentlich ausgebaut und als erste Stufe der Bahnerneuerung 1905 dem Betrieb übergeben.
Seit 1878 gab es in unmittelbarer Nähe des Badischen Bahnhofs ein Fahrposttransitbüro, dessen Aufgabe die Abwicklung des Postverkehrs mit der Deutschen Reichspost war. Das Fahrposttransitbüro hatte im Jahr 1912 einen Gesamtverkehr von nahezu 3,5 Millionen Stücken. Dieser Verkehr war zu gross für die alten Räume im Badischen Bahnhof. Statt in das neue Gebäude des Badischen Bahnhofs zu ziehen, wurde das Fahrposttransitbüro 1913 in ein neues Gebäude im Centralbahnhof ausgelagert. In Verschmelzung mit dem Pakettransitbüro wurde daraus die Poststelle Basel 17 Transit.
Ab 1913, als die Bahnanlage zum neuen Standort verlegt wurde, wurde auf dem alten Bahnhofareal die Basler Herbstmesse und nach dem Ersten Weltkrieg die Mustermesse Basel abgehalten. Zwischenzeitlich diente das alte Aufnahmegebäude als Fabrik- und Lagerhalle. Am 21. Dezember 1923 wurde es abgebrochen.

### Der heutige Badische Bahnhof (seit 1913)

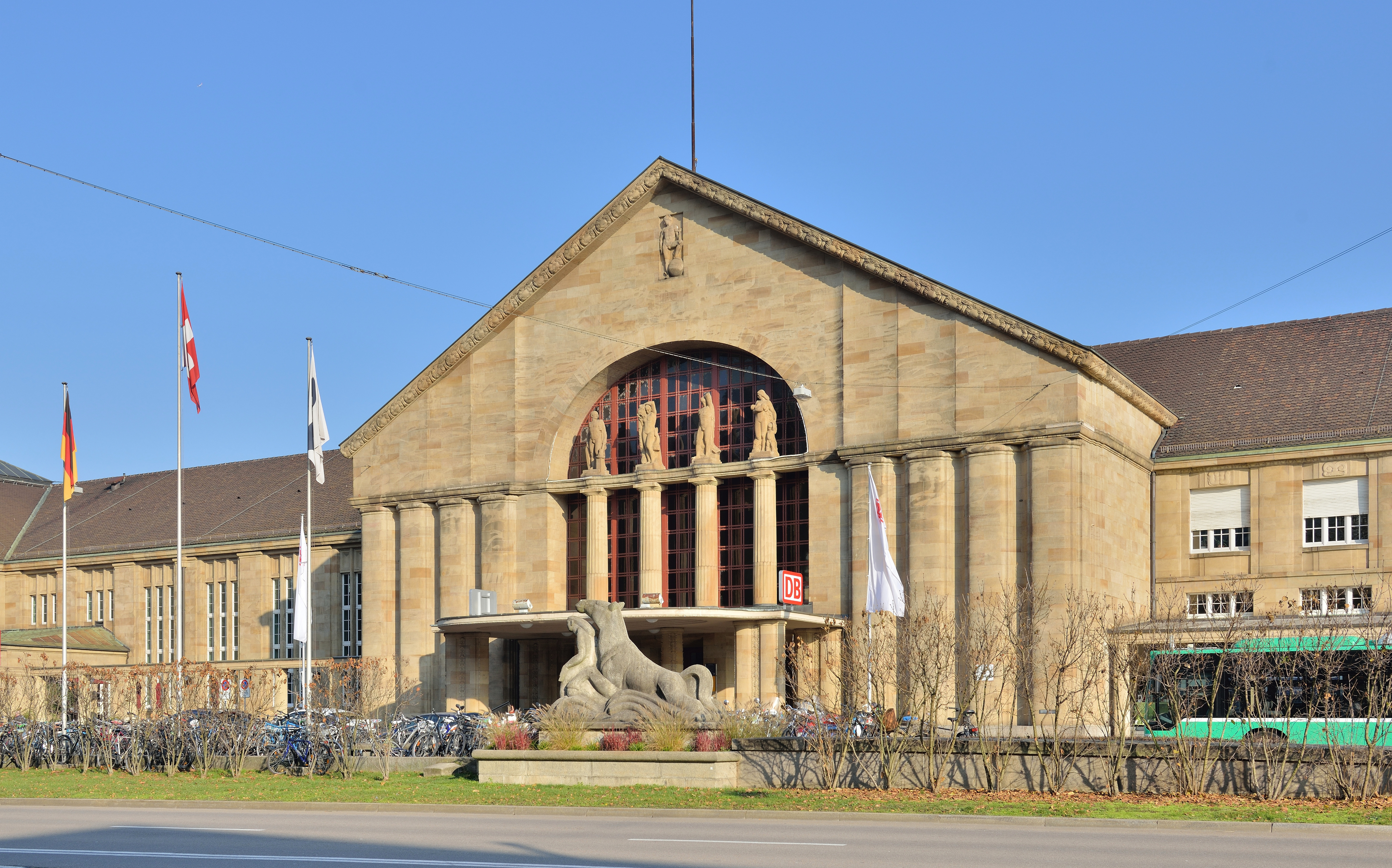
Portal zum Bahnhof

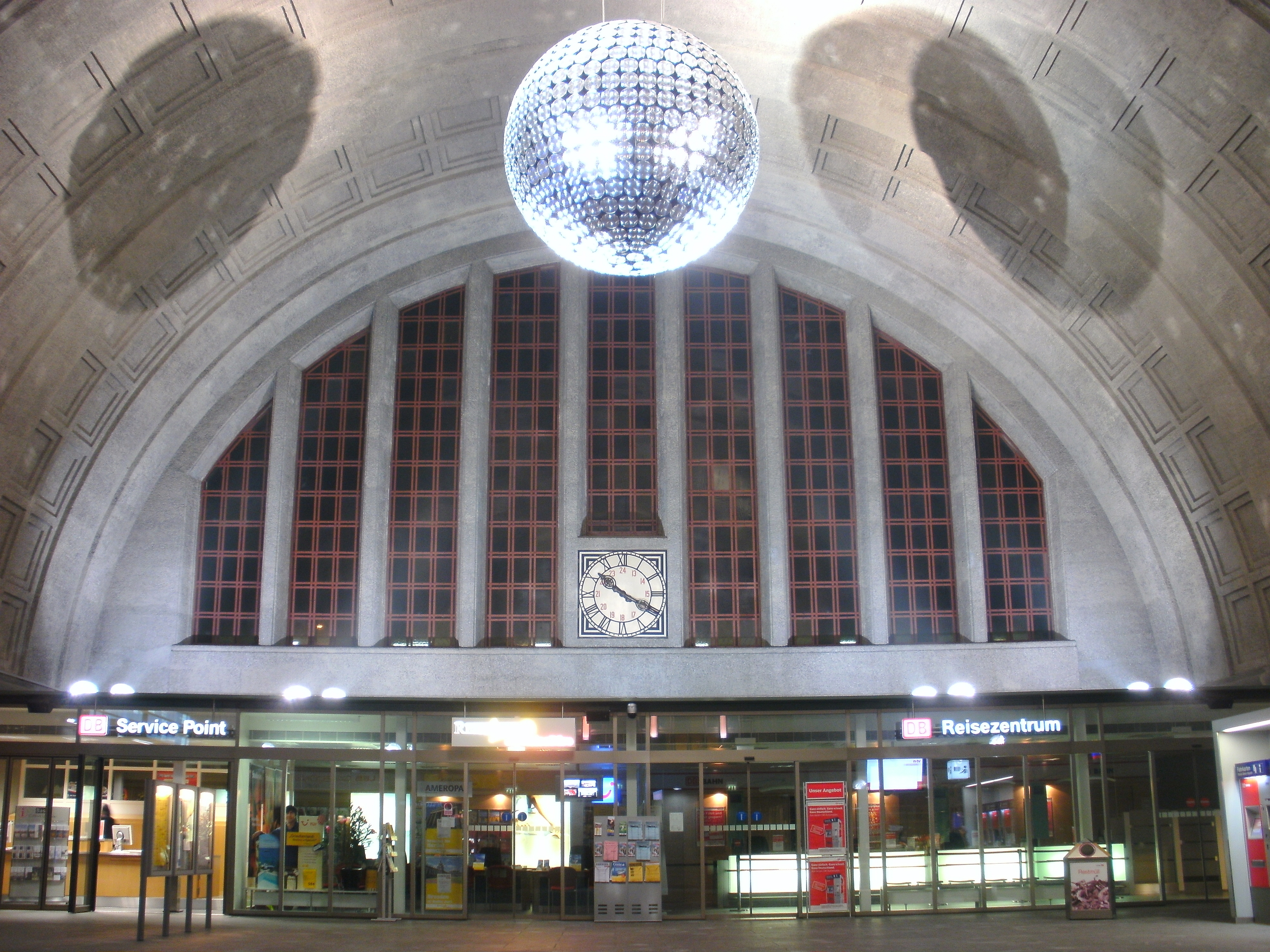
Innenansicht der Schalterhalle, vom Haupteingang gesehen. Der Zugang zu und von den Bahnsteigen befindet sich auf der linken Seite.

1906 begann man mit den Bauarbeiten an den eigentlichen Bahnanlagen, welche an den Rand der Stadt verlegt und durchwegs in neuer Hochlage erstellt wurden. Damit war Kleinbasel von sämtlichen Niveauübergängen befreit, und die Tunnel und Durchlässe für Strassen und Fussgänger konnten auf dem Niveau des Terrains erstellt werden.
Bei der Ausgestaltung der Fassade des neuen Bahnhofs schieden sich jedoch die Geister, und die weiteren Querelen verzögerten den Bau des Aufnahmegebäudes. Doch schlussendlich obsiegte der Entwurf des Schweizer Architekten Karl Moser (1860–1936), von dem in Basel auch die Pauluskirche (Büro Curjel & Moser, Karlsruhe) und die Antoniuskirche stammen. 1908 genehmigte das eidgenössische Post- und Eisenbahndepartement das von der Generaldirektion der Badischen Staatseisenbahnen vorgeschlagene Projekt. Im Frühjahr 1910 konnte mit den Bauarbeiten des Aufnahmegebäudes begonnen werden. 1911 waren die Fassaden des Mittelbaues in gelblichem Keupersandstein, den man aus Siegelsbach bezog, ausgeführt. Danach folgte der Bau des Turmes und der mit einer Eisenbetondecke überwölbten Schalterhalle.
Im Sommer 1911 war der neue Badische Bahnhof an der Schwarzwaldallee im Rohbau beendet, und die Kuppelhalle des Mittelbaus war bereits mit Holz ausgekleidet. Aus unbekannten Gründen brach am Abend des 12. August im Gerüst Feuer aus und vernichtete den Rohbau. Das Grossfeuer verzögerte die Inbetriebnahme des Bahnhofs um einige Monate.
Die MAN AG stellte 1912 die aus fünf 20 bzw. 24 Meter weiten Hallenschiffen bestehende Bahnhofshalle auf. Die Zollabfertigungsanlagen für die durchgehenden Züge wurden auf die entsprechenden Bahnsteige verlegt.
Am 11. September 1913 konnte das Aufnahmegebäude des neuen Badischen Bahnhofs bezogen und am 13. September 1913 eröffnet werden. Er wurde der teuerste Bahnhof der Badischen Staatseisenbahnen, das gesamte Projekt (inklusive der Aufschüttung des Bahndamms und der Verlegung der Linienführung) kostete 65 Millionen Franken (inflationsbereinigt entspräche das heute rund 600 Millionen).

#### Schweizer Poststelle im Badischen Bahnhof
Die Schweizerische Eidgenossenschaft schloss 1852 mit dem Grossherzogtum Baden einen Vertrag, der «die Weiterführung der badischen Eisenbahnen über schweizerisches Gebiet» sowie den Bau des Badischen Bahnhofs regelte. Art. 20 sah eine schweizerische Poststelle innerhalb des Bahnhofsgebäudes vor, das von der Badischen Bahn gratis zur Verfügung gestellt werden sollte. Am 18. November 1862 wurde die Poststelle mit der Bezeichnung «Basel Badischer Bahnhof» an der Ecke Riehenring/Rosentalstrasse eröffnet.
Am 14. September 1913 zog die Poststelle in den Neubau des Badischen Bahnhofs und nahm ihren Betrieb am Standort Schwarzwaldallee auf, an dem sich die Poststelle noch heute befindet. Während des Ersten Weltkrieges wurde der Bahnhof von Schweizer Truppen besetzt, weshalb die Poststelle vom 2. August 1914 bis zum 13. September 1919 geschlossen blieb.
1935 benannten die Nationalsozialisten den Badischen Bahnhof in «Basel Reichsbahnhof» um, worauf die Schweiz intervenierte, da diese Bezeichnung den Anschein erwecken konnte, Basel gehöre zu Deutschland. Die deutschen Behörden änderten daraufhin die Bahnhofsbezeichnung in «Deutscher Reichsbahnhof Basel» um. Aufgrund dieser zweimaligen Namensänderung musste auch die Poststelle ihre Poststempel ändern, erst in «Reichs B.» bzw. «R.B.», danach in «D.R.B.». Seit 1948 wird der Bahnhof offiziell wieder «Badischer Bahnhof» genannt, und die Poststempel wurden entsprechend in «Basel Bad. Bahnhof» abgeändert.

#### Zusammenarbeit der Poststelle mit der Deutschen Reichspost
Ab 1913 übernahm die Schweizer Poststelle den deutschinternen Umladdienst der Bahnpost «gegen Entschädigung», wofür die Schweizer Postbeamten von deutscher Seite her einen Raum innerhalb der deutschen Zollgrenze des Badischen Bahnhofes zur Verfügung gestellt bekamen. In einer Vereinbarung von 1935 zwischen dem Reichspostministerium und der PTT wurden die «Entschädigungen für Leistungen im Interesse des deutschen Postdienstes», insbesondere für die «Besorgung des innerdeutschen Postdienstes», ausgehandelt und festgelegt. Vermutlich zur Effizienzsteigerung wickelte sie den rein innerdeutschen Postverkehr ab, der über den Knotenpunkt Badischer Bahnhof lief. Aus diesem Grund vergütete die Deutsche Reichspost der PTT den Lohn von sieben Arbeitskräften, was einen Betrag von jährlich 35’000 CHF ergab (dazu kamen noch Sachkosten von 1’434 CHF). Der deutschinterne Umladdienst wurde bis zum Ende des Zweiten Weltkrieges von den Mitarbeitern der Poststelle Basel Badischer Bahnhof ausgeführt. Auch unterhielt diese Briefpostkästen auf den Bahnsteigen, die dann 1940 aus «devisenpolizeilichen Gründen» entfernt wurden, vermutlich um den Versand von Schweizer Franken ins Ausland zu unterbinden. Bereits im Vertrag von 1933 wurde die kollektive Nutzung der Infrastruktur des Badischen Bahnhofs geregelt. Dabei ging es um die sogenannten Gepäck- und Eilguttunnelanlagen, welche die Gleise unterirdisch miteinander verbanden und so den Postverlad beschleunigten. Besagte Anlagen wurden von der Deutschen Reichsbahn-Gesellschaft an die Schweizer Post sowie an die Deutsche Reichspost gleichermassen vermietet, wobei sich der jeweilige Mietanteil proportional zur Nutzung verhielt.

### Der Badische Bahnhof im Zweiten Weltkrieg
Während der Badische Bahnhof zu Beginn des Ersten Weltkrieges noch von Truppen der Schweiz besetzt worden war, blieb der Betrieb des Bahnhofs bis zum Ende des Zweiten Weltkrieges in der Hand der Deutschen Reichsbahn.
Nach der Machtergreifung Hitlers im Januar 1933 wurde schon im März 1933 am Bahnhofsturm eine Hakenkreuzfahne aufgehängt. Dies führte zu Protesten vor dem Gebäude und zu gewalttätigen Auseinandersetzungen zwischen Demonstranten und der Polizei. Die Arbeiterzeitung Basler Vorwärts vermutete Polizeischutz für den Hitlerfetzen, allerdings wurde das Zeigen der NS-Flagge in der Schweiz erst 1940 verboten.
Da auf den Bahnsteigen Briefkästen der Schweizer Post standen, konnten von hier ohne Kontrolle durch die Polizei Briefe ins Ausland verschickt werden; die Kästen wurden erst 1940 abgebaut. Der Personenverkehr ging bis auf ein Minimum zurück. Die Pass- und Zollkontrolle wurde ab Mai 1940 auf Reichsgebiet nach Weil am Rhein, Lörrach-Stetten und Grenzach verlagert. Auch der gesamte innerdeutsche Umsteigeverkehr zur Wiesentalbahn und zur Hochrheinbahn wurde von da an über den Bahnhof Weil am Rhein abgewickelt. Der Verkehr zwischen Weil am Rhein und Lörrach wurde über die Umgehungsbahn auf deutschem Gebiet umgeleitet. Die Züge zur Hochrheinbahn verkehrten ohne Halt auf den Gütergleisen hinter der Haupthalle des Badischen Bahnhofs. Dabei mussten Fenster und Türen geschlossen bleiben. Während der Durchfahrt durch die Schweiz wurde der Zug von SS-Wachen begleitet, nachdem es auf Schweizer Gebiet mehrfach zu Fluchtversuchen gekommen war.
Während des Krieges wurde auch ein Grossteil des «Italienkohle»-Verkehrs über den Badischen Bahnhof abgewickelt. Täglich passierten 25 bis 30 Kohlezüge die Grenze zwischen dem Deutschen Reich und der Schweiz. Die Transporte wurden notwendig, weil Grossbritannien eine Verschiffung von Kohle an das mit Deutschland verbündete Italien unterbunden hatte. Italien war wie die Schweiz auf Kohleimporte angewiesen, weil es selbst keine Kohlevorräte besass. Da Gütertransporte in der lokalen Währung beglichen werden mussten, wurde der Badische Bahnhof teilweise zu einer der wichtigsten Deviseneinnahmenquellen der Reichsbahn.
Während der Kriegsjahre galt auf dem Bahnhof analog der Regelung im Deutschen Reich die Mitteleuropäische Sommerzeit, während die Schweiz mit Ausnahme der Jahre 1941 und 1942 an der Mitteleuropäischen Zeit festhielt. In den Fahrplänen der Deutschen Reichsbahn war dies eigens vermerkt.

#### Schweizer Rückkaufplan während des Krieges
Während des Zweiten Weltkrieges exportierte die Schweizer Wirtschaft einen beträchtlichen Teil ihrer Ware nach Deutschland. Schätzungen gehen davon aus, dass für die Jahre 1941–1942 «60 Prozent der schweizerischen Waffenindustrie, 50 Prozent der optischen Industrie und 40 Prozent der Maschinenindustrie für das Reich arbeiteten.» Aufgrund des daraus entstandenen deutschen Handelsbilanzdefizits schuldete Deutschland der Schweiz Ende 1944 rund eine Milliarde Schweizer Franken. Aus dem Finanzdepartement kam daraufhin der Vorschlag, das illiquide Deutschland solle mit der Rückgabe des Badischen Bahnhofes und der dazugehörigen Bahnanlagen zumindest einen Teil seiner Schulden begleichen. Es berief sich dabei auf Artikel 38 des Vertrages von 1852 zwischen der Schweiz und dem Grossherzogtum Baden, der unter anderem den Bau des Badischen Bahnhofes regelte. Dieser sah ein Rückkaufsrecht der Schweiz für den Bahnhof sowie sämtlicher deutschen Bahnanlagen auf Schweizer Gebiet vor. Der Rückkauf dieser Bahnanlagen – solche existierten in den Kantonen Basel-Stadt und Schaffhausen – sollten die deutschen Schulden um 100 Millionen Franken senken. Das Finanz- und Zolldepartement befand in diesem Zusammenhang, es solle «noch vor dem Waffenstillstand gerettet werden, was zu retten ist (…).»
Neben dem finanziellen Aspekt gab es weitere Gründe, die einen Rückkauf aus Schweizer Sicht rechtfertigten. Mit Ausbruch des Zweiten Weltkrieges wurde der Badische Bahnhof als nationalsozialistische Enklave zunehmend als Gefahr wahrgenommen. In einem «streng vertraulichen» Schreiben wurden im Oktober 1944 verschiedene Amtsstellen (u. a. die Generaldirektionen der SBB und der PTT) zu einer Konferenz eingeladen, um einen allfälligen Rückkauf zu diskutieren. Die Konferenz befand mehrere Probleme, die sich aus der besonderen Lage des Badischen Bahnhofes ergaben und eine Repatriierung rechtfertigte:
Das Militärdepartement konstatierte, dass der Bahnhof «vom militärischen Standpunkt (…) eine Gefahr für die Schweiz» darstelle. Man befürchtete eine Bombardierung des Bahnhofes durch die Alliierten mit Kollateralschäden für die Stadt Basel. Zudem konnten für den Fall eines deutschen Angriffes keine «Zerstörungsvorbereitungen an den deutschen Bahnanlagen getroffen werden» (Anbringen von Sprengstoff). «Das zahlreiche deutsche Eisenbahnpersonal» wurde mit Spionagetätigkeiten in Verbindung gebracht – über hundert Reichsbahnangestellte wurden im Verlaufe des Krieges wegen Spionage- oder Sabotageverdachtes festgenommen. «Höhere Beamte» verfügten ausserdem über «Diensttelephonanschlüsse», die nicht übers Schweizer Telefonnetz liefen, wodurch die Zensur umgangen werden könne.
Die Bundespolizei verwies auf unkontrollierte Grenzübertritte «unerwünschter Elemente», bei denen wiederholt Reichsbahnangestellte involviert gewesen seien. Daneben sprach sie Zusammenkünfte in der Bahnhofskantine und «unerwünschte Versammlungen in den Güterhallen» an und vermutete gar deutsche Munitionslager in den Kellerräumen des Bahnhofes.
Trotz finanzieller und sicherheitspolitischer Gründe blieb die Rückkaufsabsicht ein geheimer Plan, der nie umgesetzt wurde, obschon sich sogar die Alliierten für einen Rückkauf aussprachen. Nach dem Kriegsende betrieb die Schweiz den Badischen Bahnhof treuhänderisch und gab die Verantwortung 1953 an Deutschland zurück.

### Entwicklung nach dem Zweiten Weltkrieg

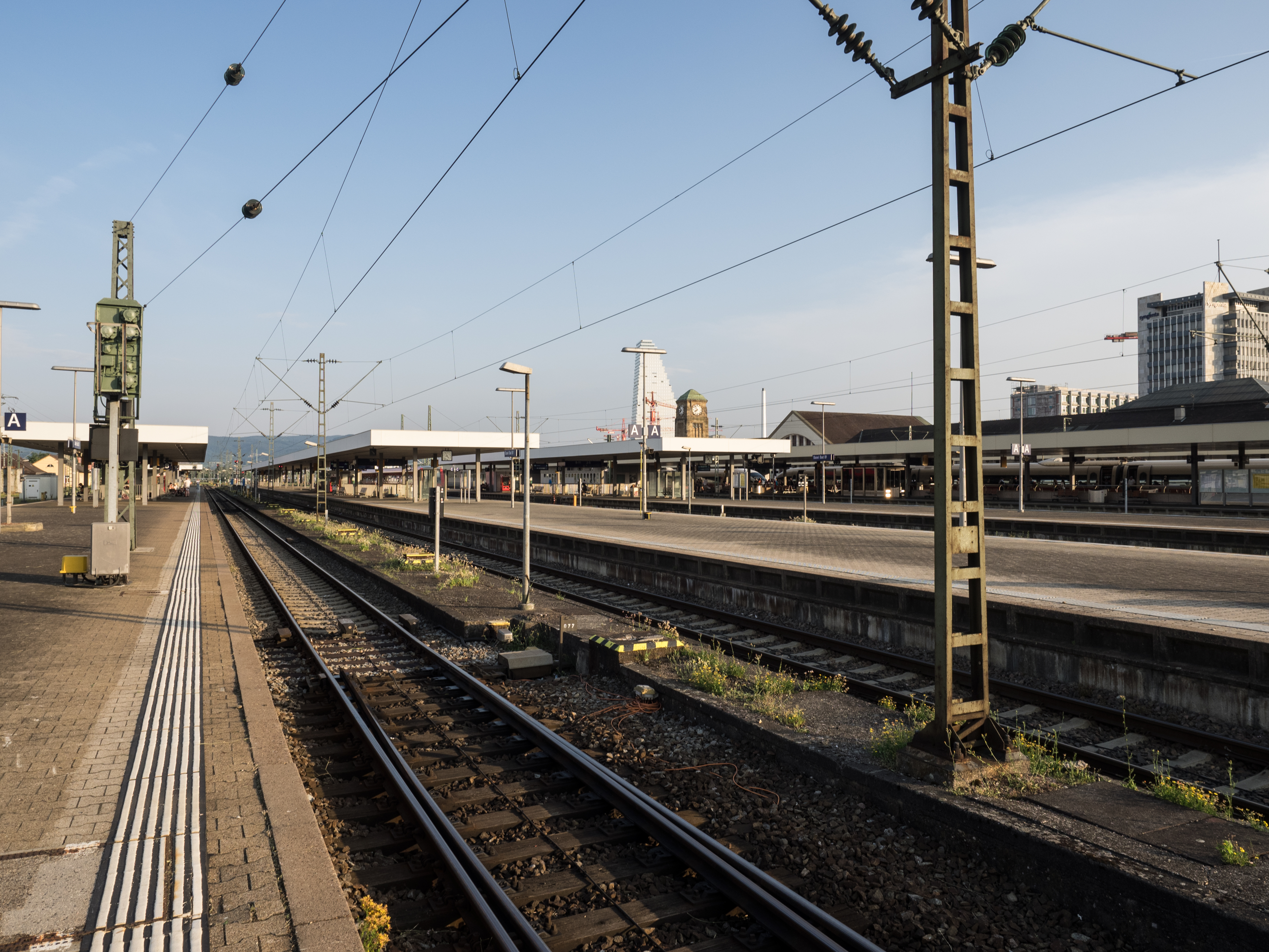
Die Bahnsteige im Jahre 2015

Mitte 1980 ging ein Gleisbildstellwerk des Typs SpDrL 60 in Betrieb. Die Anlage umfasste 180 Weichen, 300 Signale, 510 Zugstrassen und 750 Rangierstrassen. Neben dem Personenbahnhof steuerte das Stellwerk auch den Kreuzungsbahnhof Riehen an der Strecke Basel–Zell (Wiesental) und eine Abzweigstelle zum Rangierbahnhof Basel-Muttenz. In den nächsten Jahren wird das Relaisstellwerk durch ein ESTW L90 mit Ks-Signalen ersetzt.
Die Anlage ersetzte acht, teilweise seit 1913 in Betrieb befindliche, mechanische Stellwerke und ein 1956 in Betrieb genommenes DrS-Stellwerk. Die Bauarbeiten hatten im Herbst 1976 begonnen, die Baukosten waren mit 24,5 Millionen DM veranschlagt. Die Anlage wurde von zwei Fahrdienstleitern bedient, in betriebsschwachen Zeiten von einem. 42 Mitarbeiter konnten auf andere Dienststellen versetzt werden.
1981/82 stand eine umfangreiche Renovation der Perronhalle an. Der Deutschen Bundesbahn erschien diese Baumassnahme aber zu teuer, und so riss sie die imposante Halle ab und überdachte die Bahnsteige stattdessen mit Flachdächern.
Ende der 1980er-Jahre plante die Genossenschaft Migros Basel, grosse Teile des Bahnhofsgebäudes auszukernen und darin ein Einkaufszentrum einzurichten. Daraufhin stellte der Denkmalrat am 14. Februar 1989 den Antrag, das Gebäude sei unter Denkmalschutz zu stellen. Der Regierungsrat folgte zwar am 9. April 1991 dem Antrag, beschränkte den Schutz allerdings auf die Gebäudehülle und einige wenige Räume. Sowohl die Deutsche Bundesbahn wie auch der Heimatschutz rekurrierten aus gegensätzlichen Gründen gegen diesen Beschluss. Das Appellationsgericht folgte im Wesentlichen den Anträgen des Heimatschutzes und stellte das Bahnhofsgebäude mitsamt dem Innenausbau weitgehend unter Schutz. Am 2. November 1994 bestätigte das Bundesgericht das Urteil des Appellationsgerichts.
In den Jahren 2005/06 wurde die Zollabfertigung grundlegend umgebaut. Zum Jahresfahrplan 2006/07 ging die so genannte «Mutterspur» in Betrieb. Seitdem können die Züge aus den Gleisen 5–11 auf die Basler Verbindungsbahn Richtung Basel SBB durchgebunden werden. Die ausser Betrieb befindliche Grenzacher Gütereinfahrt, d. h. die niveaufreie Einfahrt von Wiesental- und Hochrheinbahn, wurde allerdings bislang nicht reaktiviert.
In den Jahren seit 2000 wurde über eine direkte, unterirdische Verbindung zwischen dem Badischen Bahnhof und dem Bahnhof SBB, das sogenannte «Herzstück», nachgedacht, um die regionale S-Bahn weiterentwickeln zu können. 2019 wurde die Projektierung beschlossen, wobei die mögliche Linienführung und Ausstattung mit Bahnhöfen derzeit (Stand Dezember 2022) noch untersucht werden. Die Fertigstellung könnte zum Jahr 2040 erfolgen.
Im Juli und August 2024 gingen Aufzüge aus der südlichen Bahnsteigunterführung in Betrieb.

## Kunst am Bau
Karl Moser, der Architekt des Badischen Bahnhofs, suchte stets die enge Zusammenarbeit mit Künstlern. Die vier Tympanonfiguren über dem Eingang und das Giebelrelief sind Werke des Künstlers Oskar Kiefer. Die Statuen stellen die vier Elemente Feuer, Wasser, Luft und Erde dar, die in der Dampflokomotive zusammenfinden. Das Giebelrelief zeigt Merkur, den Schutzgott der Reisenden.
Die beiden «Partnerbrunnen» vor dem Eingang wurden von Carl Burckhardt gestaltet. Die Brunnen symbolisieren den Zusammenfluss der Flüsse Wiese und Rhein und stehen damit für die Verknüpfung der Wiesentalbahn mit der Hochrheinbahn, die über den Badischen Bahnhof miteinander verbunden wurden. Der nördliche Brunnen steht für die Wiese und zeigt eine Frau, die von einem Stier geschoben wird, der südliche Brunnen steht für den Rhein und zeigt einen Mann, der von einem Pferd geschoben wird. Als Inspiration diente Burckhardt der Wittelsbacher Brunnen, den er aus einem Studienjahr 1898 in München kannte. In frühen Entwurfszeichnungen reiten die Menschen denn auch noch auf dem Rücken der Tiere, erst später fand Burckhardt die jetzige Form, in der sie von den Tieren, die für die Kraft des Wassers stehen, geschoben werden.
Der Brunnen wurde bereits 1914 geplant, Burckhardt konnte aber erst nach dem Kriegsende von 1918 mit der Arbeit beginnen. 1921 wurde der Brunnen eingeweiht. Beide Brunnenbecken erhielten ihr Wasser aus je sechs Ausgüssen und einem kleinen Springbrunnen. Die Verkehrsentwicklung führte später zum Wegfall der Treppe zwischen den beiden Brunnen, wodurch diese ihre Ausstrahlungskraft weitgehend eingebüsst haben. Gegenwärtig (2015) sind die Brunnen nicht in Betrieb, die Brunnentröge sind mit Erde gefüllt und dienen als Rabatten.

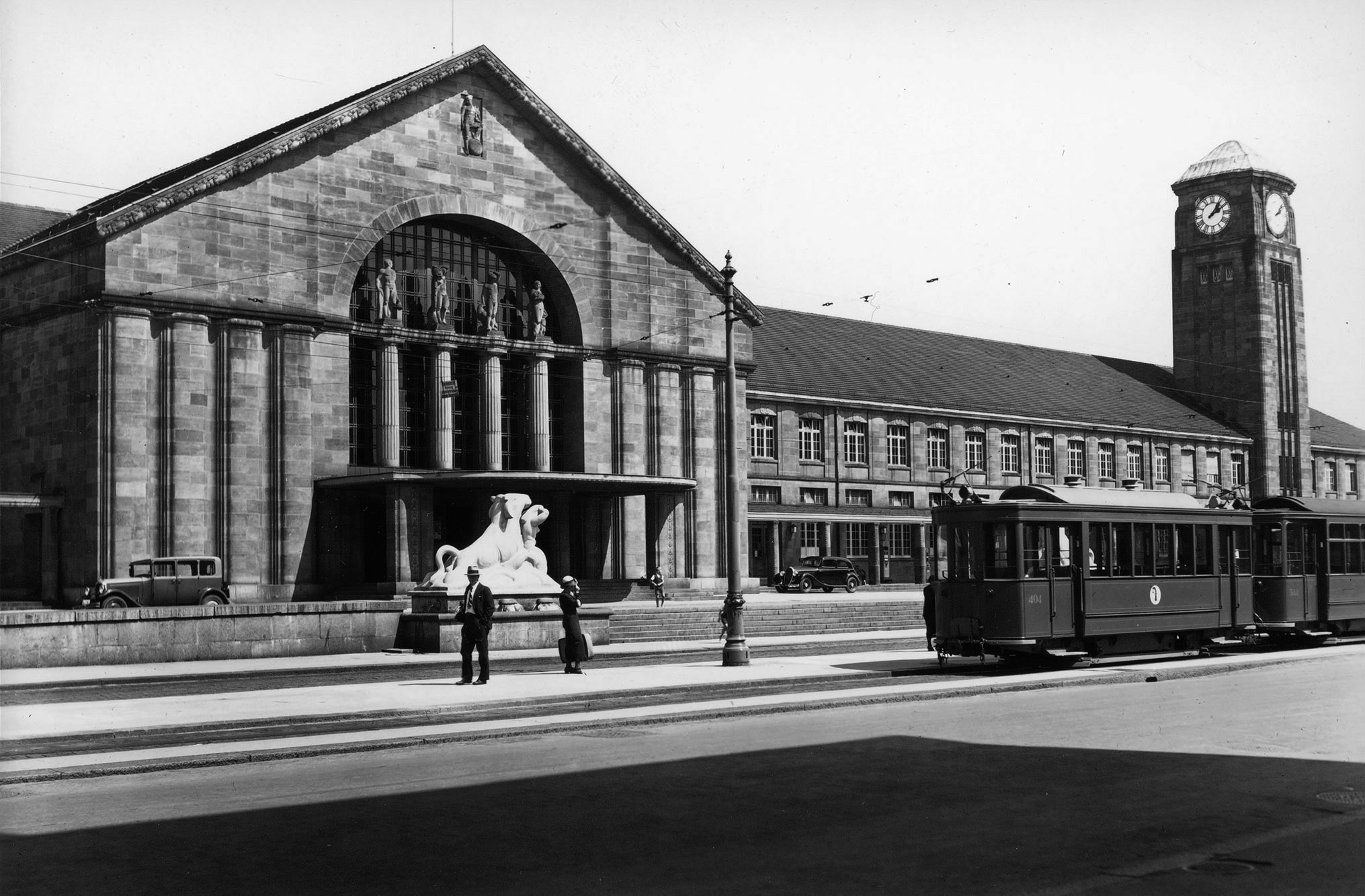
Ursprüngliche Situation (der Brunnen «Rhein» ist durch das Tram verdeckt)
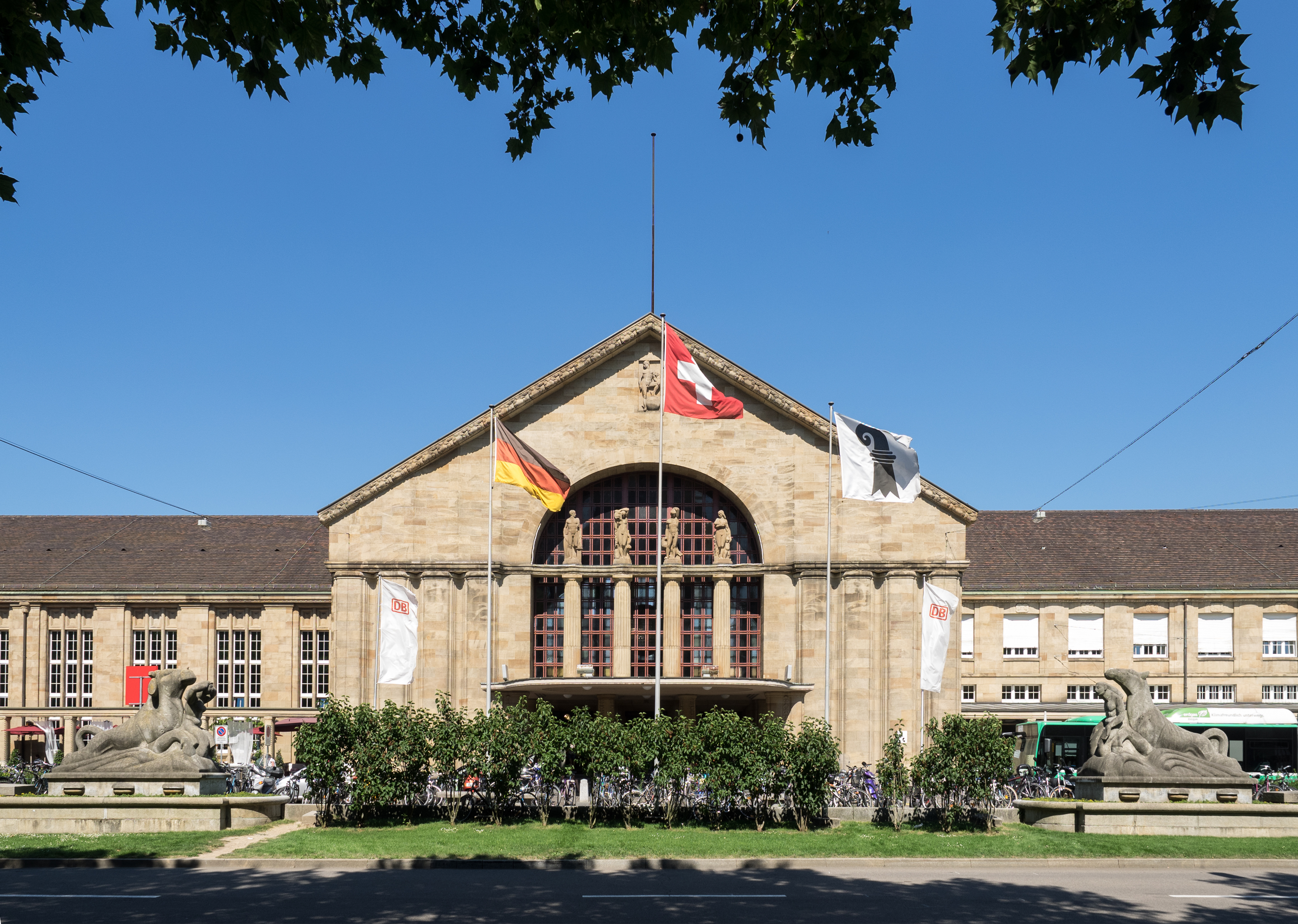
Situation 2015 mit den beiden Brunnen «Wiese» und «Rhein»
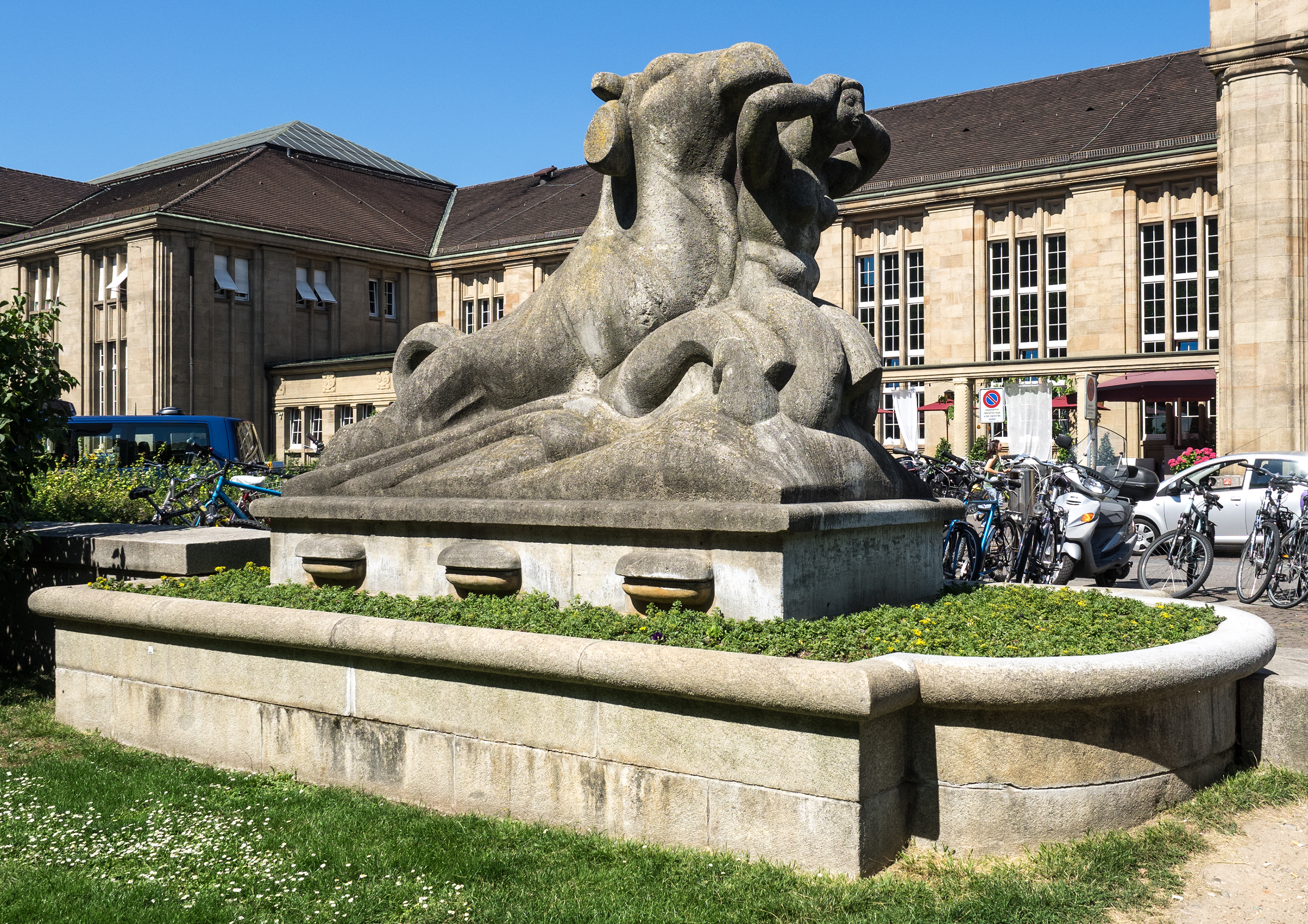
Brunnen «Wiese» (Zustand 2015)
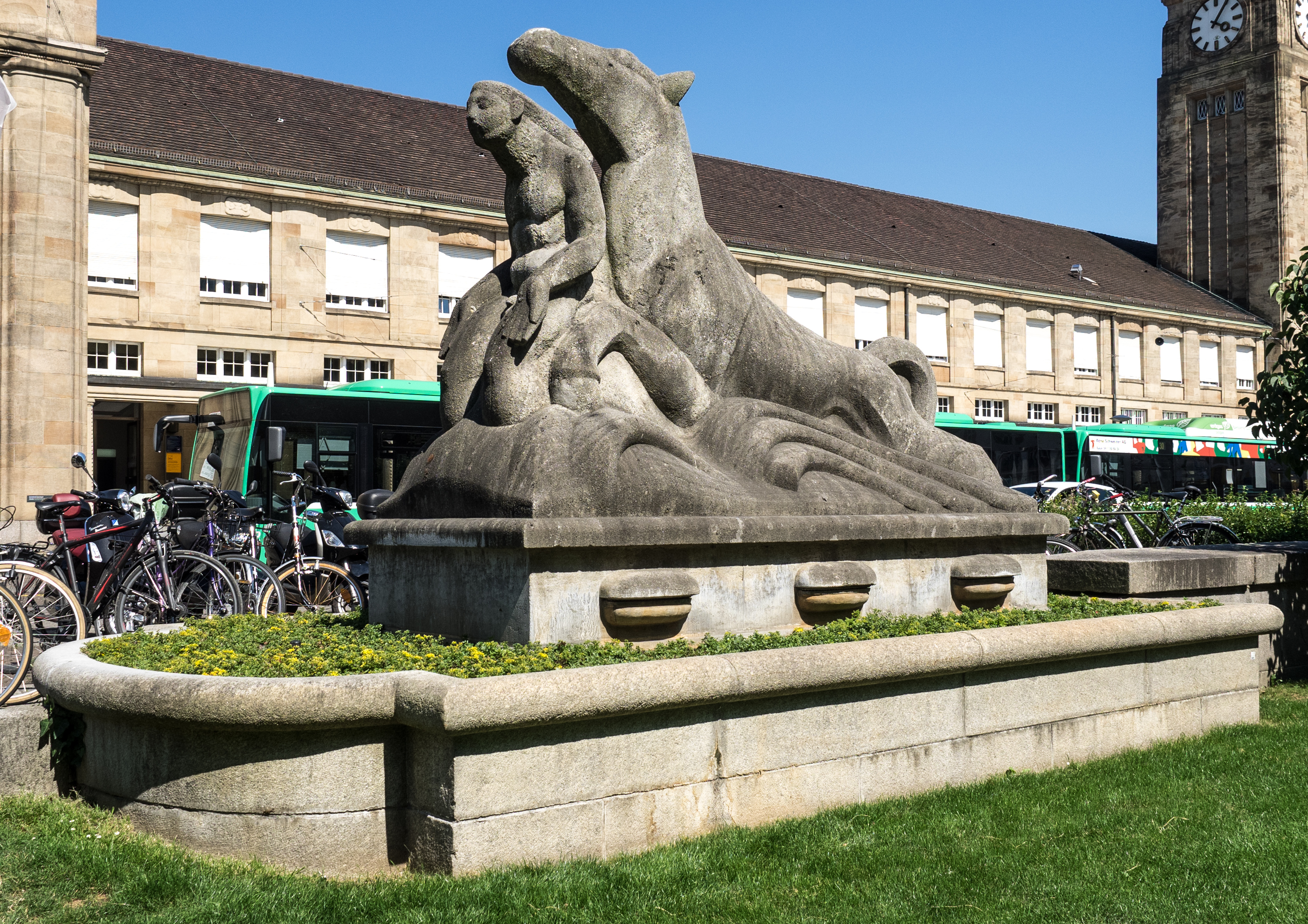
Brunnen «Rhein» (Zustand 2015)
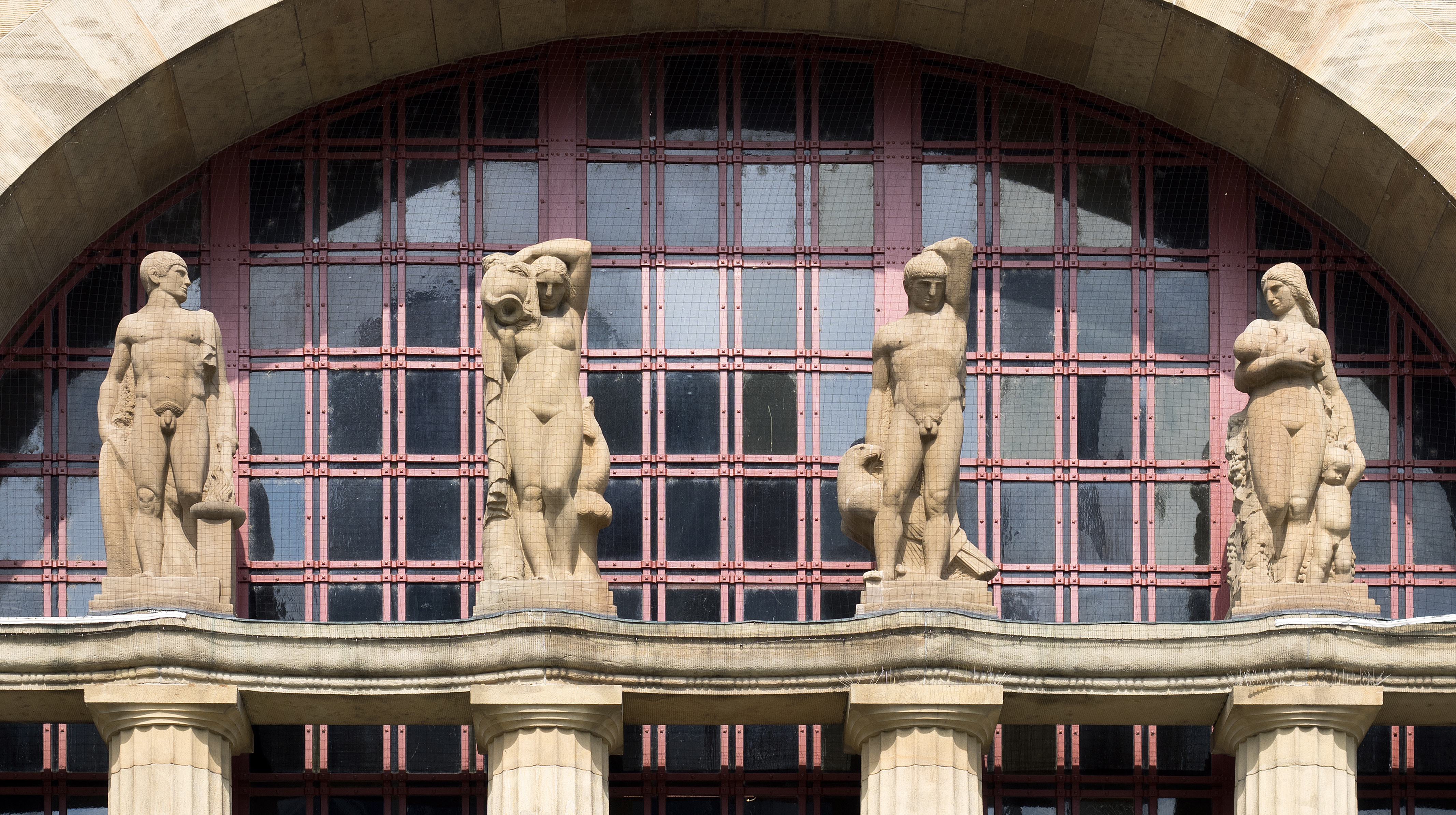
Die vier Elemente, Tympanonfiguren über dem Eingang
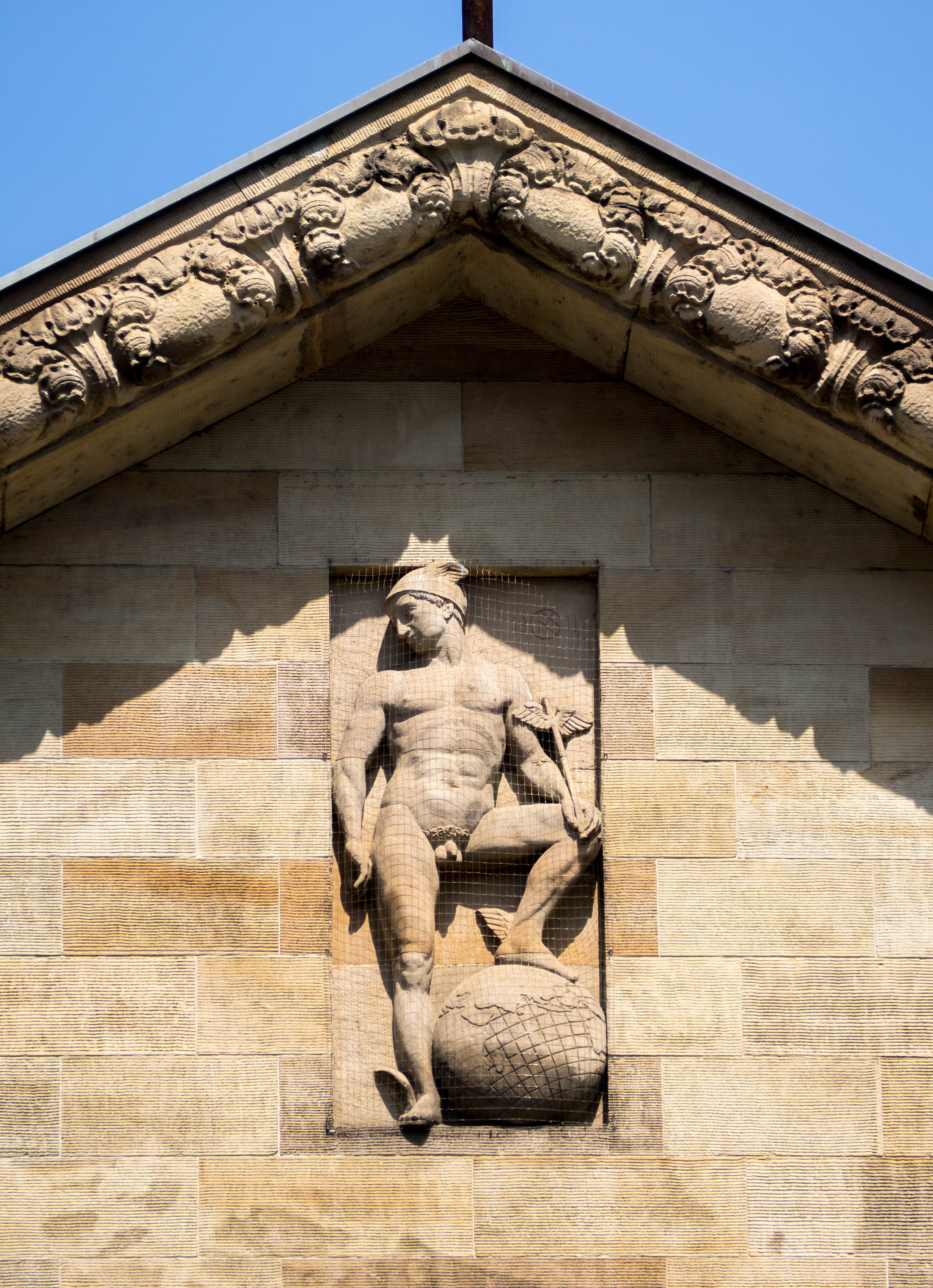
Merkur, Giebelrelief
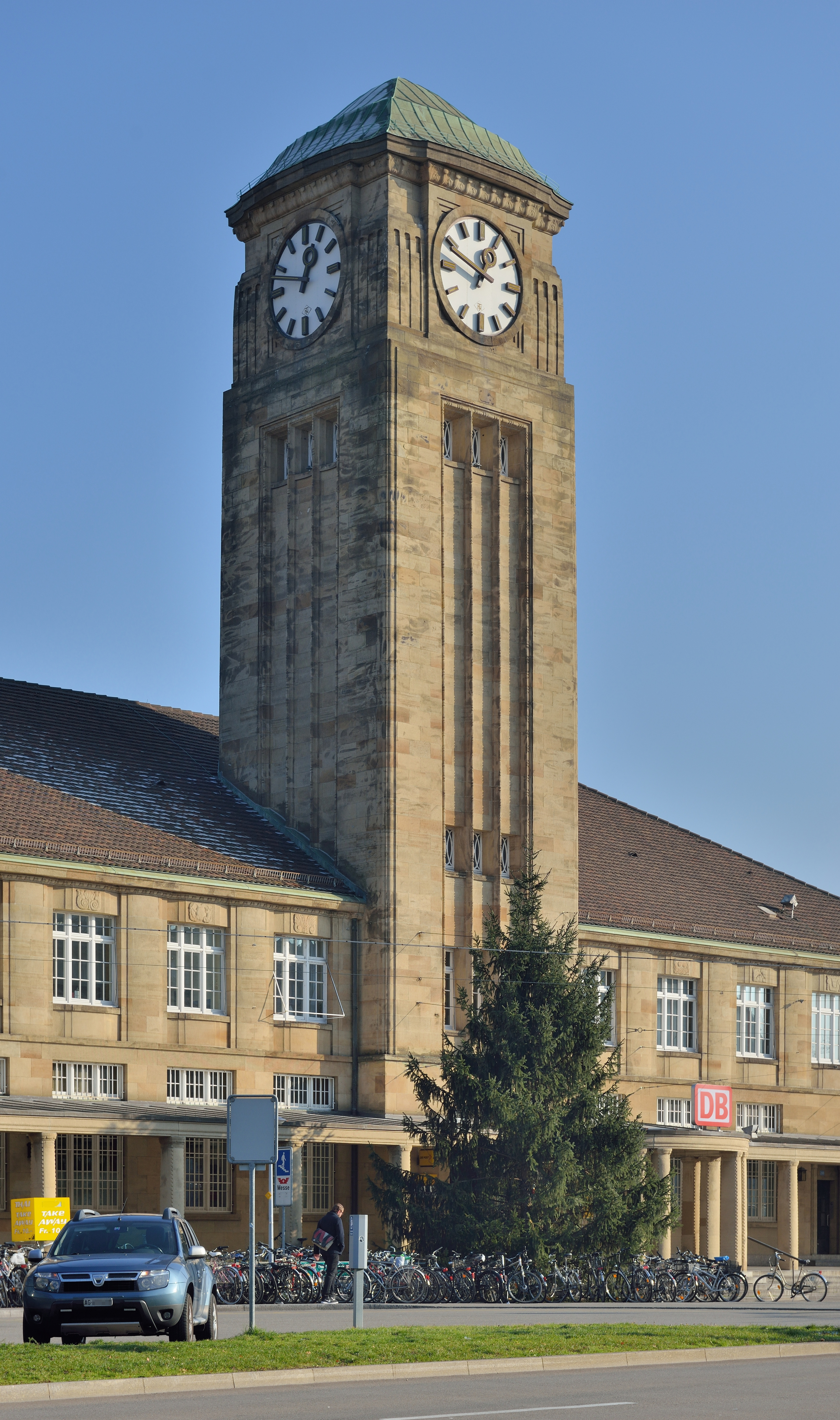
Bahnhofsturm

## Verbindungen

### Fernverkehr

#### Internationaler Fernverkehr
Am Badischen Bahnhof in Basel halten drei Fernverkehrsverbindungen im Takt, welche von DB Fernverkehr betrieben werden. Dazu gibt es einmal täglich einen Flixtrain nach Berlin.
| Linie  | Strecke | Taktfrequenz          |
| ------ | --- | --------------------- |
| ICE 12 | Berlin Ost – Braunschweig – Frankfurt – Mannheim – Karlsruhe – Offenburg – Freiburg – Basel Badischer Bahnhof – Basel (– Bern – Interlaken)                | Zweistundentakt       |
| ICE 20 | Chur – Zürich HB – Basel SBB – Frankfurt – Hamburg-Altona/Kiel                                                                                             | Zweistundentakt       |
| ICE 43 | Basel SBB – Frankfurt Flughafen – Dortmund (– Hannover) | Zweistundentakt       |
| ICE    | Basel SBB – Freiburg – Karlsruhe – Vaihingen (Enz) – Stuttgart Hbf                                                                                         | Ein Zugpaar täglich   |
| ICE 60 | Basel SBB – Karlsruhe – Stuttgart – München (ICE Baden-Kurier)                                                                                             | Ein Zugpaar täglich   |
| ECE 85 | Frankfurt – Mannheim – Karlsruhe – Baden-Baden – Freiburg – Basel – Luzern – Bellinzona – Lugano – Chiasso – Monza – Milano Centrale                       | ein Zugpaar täglich   |
| EC 30  | Hamburg – Bremen – Münster – Dortmund – Duisburg – Köln – Koblenz – Mainz – Mannheim – Karlsruhe – Baden-Baden – Freiburg – Basel – Zürich bzw. Interlaken | zwei Zugpaare täglich |
| FLX 10 | Basel Badischer Bahnhof – Freiburg – Karlsruhe – Heidelberg – Frankfurt Süd – Erfurt – Berlin Hauptbahnhof                                                 | Ein Zugpaar           |

#### Nachtzüge
Seit dem Ende der CNL-Züge im Dezember 2016 existierte eine direkte Nachtzugverbindung nur noch mit Berlin und Hamburg. Diese war als einzige von ÖBB-Personenverkehr übernommen und ins Nightjet-Netz eingegliedert worden. Zum Fahrplanwechsel 2021 wurde die Verbindung Zürich – Amsterdam von den SBB unter der Nightjet-Marke der ÖBB wieder eingeführt, zum Fahrplanwechsel 2022 die Verbindungen Zürich – Berlin/Hamburg auf zwei Züge verteilt und Kurswagen nach Prag eingeführt.
Alle Züge führen auch Sitzwagen mit, die nach dem deutschen InterCity-Tarif genutzt werden können.
- Zürich HB – Basel SBB – Frankfurt Hbf – Leipzig – Halle – Berlin (mit EuroNight- und EuroCity-Kurswagen Canopus nach Prag)     (Nightjet/InterCity)
- Zürich HB – Basel SBB – Heidelberg – Göttingen – Bremen – Hamburg      (Nightjet/InterCity)
- Zürich HB – Basel SBB – Köln – Utrecht – Amsterdam     (Nightjet/InterCity)

Seit 2021 fuhr im Sommer einmal in der Woche ein Urlaubs-Express von Basel (bzw. Lörrach) nach Hamburg und zum Ostseebad Binz. Der Zug der Train4you-Unternehmensgruppe bot Autotransport zwischen dem Autoreisezug-Terminal in Lörrach und dem Bahnhof Hamburg-Altona. Ab Sommer 2022 verband zusätzlich der Alpen-Sylt Nachtexpress Basel (bzw. Lörrach) mit Hamburg und Sylt. Der Urlaubs-Express verkehrte im Juli und August einmal wöchentlich mit Liege-, Schlaf- und Autowagen, der Alpen-Sylt Nachtexpress zwischen Mai und Oktober ebenfalls einmal wöchentlich mit Sitz-, Liege- und Schlafwagen. Beide Züge verliessen Basel am Freitagabend nach Norden und kehrten am Sonntagmorgen zurück. Ob sie in den nächsten Jahren auch angeboten werden sollen, ist unklar.
- UEx Lörrach ARZ – Basel Badischer Bahnhof – Freiburg – Karlsruhe – Mannheim – Frankfurt Süd – Hamburg – Rostock – Stralsund – Ostseebad Binz (Urlaubs-Express)

- NEX Lörrach ARZ – Basel Badischer Bahnhof – Freiburg – Karlsruhe – Mannheim – Frankfurt Süd – Hamburg – Heide – Husum – Niebüll – Sylt (Westerland) (Alpen-Sylt Nachtexpress)

### Regionalverkehr

#### DB Regio
| Linie | Verlauf | Takt                             |
| ----- | --- | -------------------------------- |
| RE 3  | Basel Bad Bf – Bad Säckingen – Waldshut – Schaffhausen – Singen (Hohentwiel) (– Radolfzell – Friedrichshafen) | 60 min                           |
| RE 7  | (Basel SBB –) Basel Bad Bf – Müllheim (Baden) – Freiburg (Breisgau) Hbf – Offenburg (– Karlsruhe Hbf) | 60 min                           |
| RB27  | Basel Bad Bf – Weil am Rhein – Haltingen – Eimeldingen – Efringen-Kirchen – Istein – Kleinkems – Rheinweiler – Bad Bellingen – Schliengen – Auggen – Müllheim (Baden) – Buggingen – Heitersheim – Bad Krozingen – Norsingen – Schallstadt – Ebringen – Freiburg-Sankt Georgen – Freiburg (Breisgau) Hbf (– Denzlingen – Emmendingen) (einzelne Züge in Tagesrandlage) Stand: Fahrplanwechsel Dezember 2022 | 60 min (mit Lücken am Vormittag) |
| RB 30 | Basel Bad Bf – Rheinfelden – Bad Säckingen – Waldshut – Lauchringen | 60 min                           |

#### SBB
| Linie | Verlauf                                                                       | Takt   |
| ----- | ----------------------------------------------------------------------------- | ------ |
| S 6   | Basel SBB – Basel Bad Bf – Riehen – Lörrach Hbf – Steinen – Zell im Wiesental | 30 min |

### Stadtverkehr
Von den BVB betriebene Tramlinien:
- 1 Dreirosenbrücke – Bahnhof St. Johann – Kannenfeldplatz – Schützenhaus – Bahnhof SBB/SNCF (– Kunstmuseum – Messeplatz – Badischer Bahnhof)
- 2 Binningen Kronenplatz – Margarethen – Bahnhof SBB/SNCF – Kunstmuseum – Messeplatz – Badischer Bahnhof – Eglisee (– Fondation Beyeler)
- 6 Allschwil Dorf – Brausebad – Heuwaage – Barfüsserplatz – Schifflände – Messeplatz – Badischer Bahnhof – Eglisee – Riehen Grenze
- 21 Bahnhof St. Johann – Dreirosenbrücke – Messeplatz – Badischer Bahnhof (nur Hauptverkehrszeiten)

Von den BVB betriebene Buslinien:
- 30 Bahnhof SBB/SNCF – Spalentor – UKBB – Feldbergstrasse – Badischer Bahnhof
- 36 Schifflände – UKBB – Kannenfeldplatz – Morgartenring – Neubad – Margarethen – Dreispitz – St. Jakob – Tinguely Museum – Badischer Bahnhof – Lange Erlen –  Kleinhüningen
- 46 Kleinhüningen – Badischer Bahnhof (– Tinguely Museum – St. Jakob – Muttenz, Bahnhof)

Von den SWEG betriebene Buslinie:
- 55 Basel Claraplatz – Basel Badischer Bahnhof – Weil am Rhein – Haltingen – Binzen – Rümmingen – Schallbach – Wittlingen – Wollbach – Hammerstein – Kandern

### Verbindungen in Planung

#### Regionalverkehr
Die trinationale S-Bahn Basel trireno soll neu aufgegleist werden. Mit dem Ausbau des Bahnknotens Basel öffnen sich Möglichkeiten um neue Verbindungen herzustellen. Die Regionalbahn-Linien sollen vollständig ins S-Bahn-Netz integriert werden. Zwischen Basel Bad Bf und Lörrach Hbf ist bis 2030 eine Taktverdichtung geplant. Zusammenfassend sind im Horizont 2030 folgende S-Bahn-Linien ab und über Basel Badischer Bahnhof vorgesehen:
- S 40  (Basel SBB –) Basel Bad Bf – Müllheim (Baden) – Freiburg (Breisgau) Hbf
- S 6  Basel SBB – Basel Bad Bf – Lörrach Hbf – Zell im Wiesental
- S 61  Basel Bad Bf – Lörrach Hbf
- S 7  Basel Bad Bf – Rheinfelden (D) – Bad Säckingen – Waldshut – Koblenz

Im Horizont 2030 sind folgende Verbindungen ab dem Badischen Bahnhof im erweiterten Schienenpersonennahverkehr vorgesehen:
- Karlsruhe – Offenburg – Freiburg – Basel Bad Bf – Basel SBB
- (Ulm –) Friedrichshafen – Singen – Schaffhausen – Waldshut – Bad Säckingen – Rheinfelden (D) – Basel Bad Bf
- St. Gallen – Romanshorn – Konstanz – Singen – Schaffhausen – Waldshut – Bad Säckingen – Rheinfelden (D) – Basel Bad Bf

#### Stadtverkehr
Auch das Tramnetz Basel soll aus- und umgebaut werden um in Zukunft zuverlässiger, stabiler und flexibler zu sein.
2030 soll die Haltestelle Badischer Bahnhof nicht mehr von der Linie 1 angefahren werden, dafür ganztägig von der Linie 17. Auch die Linie 21 soll nicht mehr nur in den Hauptverkehrszeiten unterwegs sein. Eine mögliche Verlängerung der Linie 6 nach Lörrach würde wohl erst nach 2030 realisiert werden.
- 2 Binningen Kronenplatz – Margarethen – Bahnhof SBB – Kunstmuseum – Messeplatz – Badischer Bahnhof – Eglisee
- 6 Allschwil Dorf – Brausebad – Heuwaage – Barfüsserplatz – Schifflände – Messeplatz – Badischer Bahnhof – Eglisee – Fondation Beyeler – Riehen Grenze (– Lörrach)
- 17 Badischer Bahnhof – Messeplatz – Wettsteinplatz – Kunstmuseum – Bahnhof SBB – Binningen Schloss – Bottmingen – Therwil – Ettingen – Witterswil – Bättwil – Flüh – Leymen (F) – Rodersdorf
- 21 Bahnhof St. Johann – Dreirosenbrücke – Messeplatz – Badischer Bahnhof

Die überlastete Buslinie 30 soll in der weiteren Zukunft ausserdem in mehreren Schritten durch eine Tramlinie ersetzt werden, dafür sind jedoch zahlreiche Infrastrukturmassnahmen nötig.

## Besonderheiten als Grenzbahnhof

### Trennung D/CH

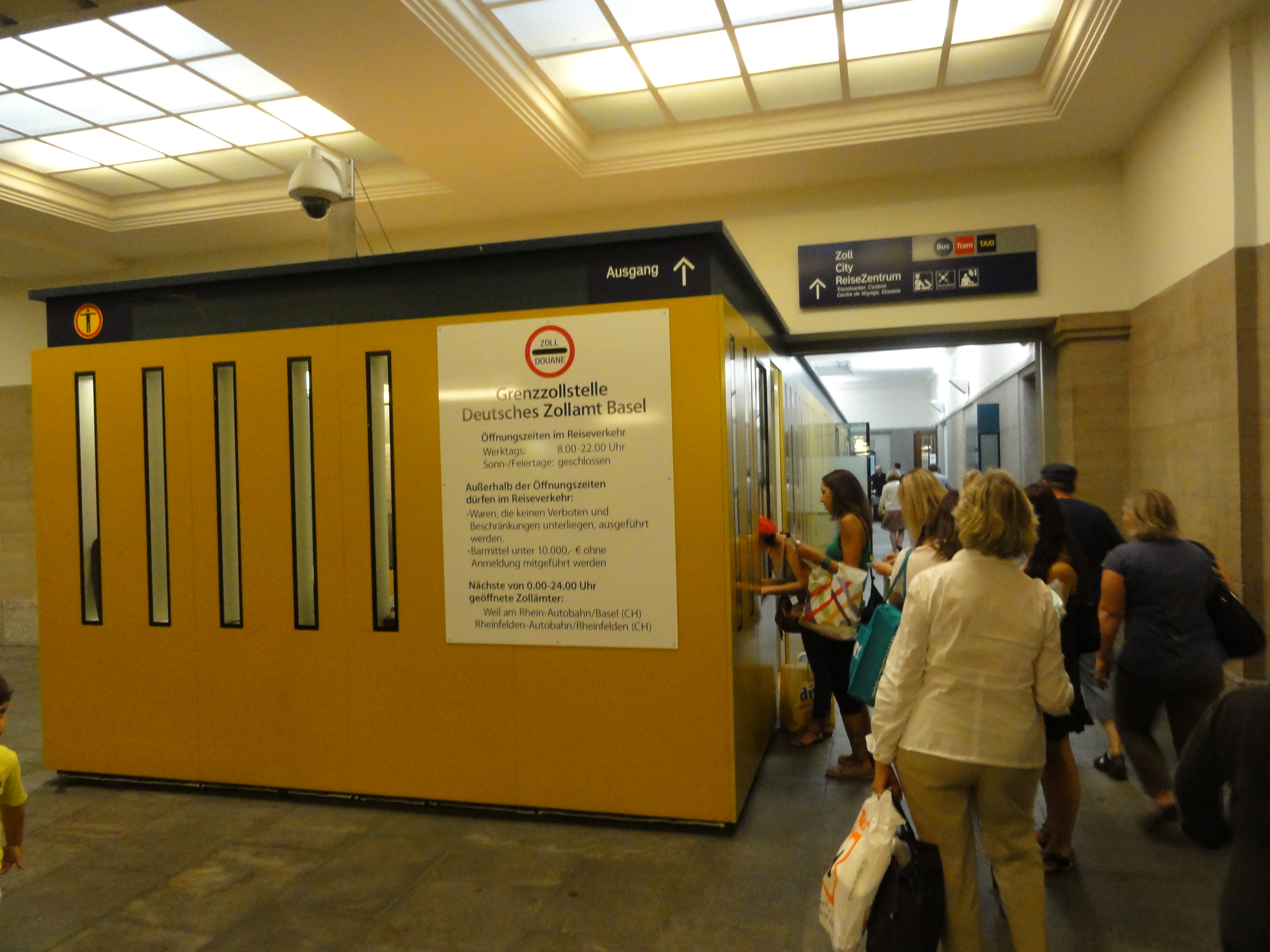
Grenzzollstelle Deutsches Zollamt Basel (dem Hauptzollamt Lörrach zugehörig) im Badischen Bahnhof

Auf dem Gelände des Bahnhofs gilt weitgehend Schweizer Recht (z. B. erforderliche Deckungssumme der Haftpflichtversicherung im Netzzugang mit in der Schweiz 100 Millionen CHF, in der EU jedoch lediglich 25 Millionen EUR), soweit der Staatsvertrag nicht eine explizite Ausnahme vorsieht (insbesondere für Bedienstete aus der Bundesrepublik Deutschland).
Der Badische Bahnhof liegt zwar auf Schweizer Staatsgebiet, gilt jedoch durch den ursprünglich zwischen dem Grossherzogtum Baden und der Schweiz abgeschlossenen Staatsvertrag teilweise als deutsches Zollgebiet. Wer im Badischen Bahnhof (vergleichbar einem Transitbahnhof) zwischen zwei deutschen Destinationen umsteigt, hat das deutsche Zollgebiet nicht verlassen. Mehrere Staatsverträge regeln die Befugnisse deutscher und schweizerischer Beamter im Bahnhof und in fahrenden Zügen, auch zollrechtliche Fragen, sowie die Erlaubnis für einzeln reisende deutsche Militärangehörige über die Benutzung des Bahnhofs.
Bei Asylsuchenden mit Aufenthaltsgestattung oder Duldung in Deutschland galt die Nutzung des Badischen Bahnhofs bis Herbst 2018 als unerlaubter Grenzübertritt, danach trat eine Dienstvereinbarung zwischen deutschen und Schweizer Behörden in Kraft, nach der ein reiner Umstieg auch als innerdeutsche Verbindung gilt.
Bis zum Beitritt der Schweiz zum Schengener Abkommen am 12. Dezember 2008 fand die Ausweis- und Zollkontrolle für Reisende, die den Badischen Bahnhof betraten oder verliessen, an Schaltern zwischen Bahnsteigunterführung und Empfangshalle statt. In internationalen Zügen geschah dies im Zug. Somit konnte es vorkommen, dass ein Reisender von Basel SBB zu einem Bahnhof des Vorortes Riehen an der Wiesentalbahn seinen Pass vorweisen musste, ohne die Schweiz verlassen zu haben. Derartige Kontrollen sind seit dem 12. Dezember 2008 nur noch im Rahmen etwaiger Stichproben durch die Schweizer Grenzwache bzw. den deutschen Zoll und die deutsche Bundespolizei möglich, da die regulären Ausweiskontrollen durch den Beitritt zum Schengener Abkommen entfallen sind.
Früher waren die überlangen Bahnsteige 1 und 2 (Gleise 2 bis 5) zolltechnisch in einen südlichen, schweizerischen Teil und einen nördlichen, deutschen Teil unterteilt. Die Züge kamen stets im Teil des Herkunftslandes an und wurden nach der Zollkontrolle und dem Lokwechsel in den anderen Bahnsteigteil vorgezogen. Noch heute besitzt der Bahnhof auf Höhe des Turmes eine Südunterführung mit Ausgang zur Stadt Basel, auf den Bahnhofplatz. Diese diente früher den innerstädtischen Reisenden. Nach dem Zweiten Weltkrieg wurde die Unterführung in die Stadt mit einem Tor geschlossen. Sie konnte nur noch zum Wechsel der Bahnsteige im Bahnhof genutzt werden. Ab und zu wurde das Tor zur Stadt geöffnet, wenn ein Extrazug Reisende brachte, die eine der grossen Veranstaltungen in den nahegelegenen Basler Messehallen besuchten. Mit der Verlegung der Tramhaltestelle von der Rosentalstrasse auf den Bahnhofsvorplatz wurde der Wunsch nach einem kürzeren Weg zu den Zügen immer grösser. Am 17. Januar 2014 wurde der Zugang wieder vollumfänglich geöffnet. Vom Bahnhofsvorplatz führt die Rosentalstrasse in Richtung Messeplatz mit dem weithin sichtbaren Basler Messeturm und weiter über die Mittlere Rheinbrücke ins Zentrum von Grossbasel.
Nördlich des Personenbahnhofs besteht der ehemalige Rangierbahnhof Basel Badischer Bahnhof der Deutschen Bundesbahn und heutigen Deutschen Bahn. Dessen südlicher Teil ist stillgelegt. Der Rest dient heute nur noch dem örtlichen Güterverkehr, dem mit einer kurzen Stichstrecke angeschlossenen, rein innerschweizerischen Hafenbahnhof Kleinhüningen Hafen der Schweizerischen Bundesbahnen und wird als Containerumschlagbahnhof genutzt. Die Grenze zwischen Deutschland und der Schweiz verläuft durch diesen Bahnhofsteil. Der Badische Güterbahnhof ist in weiten Teilen abgerissen und durch Neubauten des Erlenmattquartiers überbaut.
Die deutsche Bundespolizei ist auf dem Badischen Bahnhof, also auf schweizerischem Hoheitsgebiet, polizeilich tätig. Zudem sind im Badischen Bahnhof ein Postamt der Schweizer Post (siehe auch: PTT-Poststelle), eine Schweizer Polizeistation und ein Honorarkonsul der Bundesrepublik Deutschland angesiedelt.

### Weitere DB-Institutionen in der Schweiz
Weitere von der DB betriebene Stationen in der Schweiz befinden sich an der Wiesentalbahn-Strecke im benachbarten Riehen (Riehen Niederholz und Riehen) sowie an der Hochrheinbahn im Kanton Schaffhausen (Thayngen, Herblingen, Neuhausen Bad Bf, Beringerfeld, Beringen Bad Bf, Neunkirch, Wilchingen-Hallau und Trasadingen). Die nächsten DB-Bahnhöfe, die komplett bzw. tatsächlich auf deutschem Gebiet liegen, sind Weil am Rhein (Oberrheinbahn), Grenzach (Hochrheinbahn) und Lörrach-Stetten (Wiesentalbahn).
Der Badische Bahnhof ist auch Sitz des Beauftragten für die deutschen Eisenbahnstrecken auf Schweizer Gebiet bei der Deutschen Bahn AG (DB Netz AG, Infrastruktur Schweiz). Der Beauftragte der Konzernleitung für die deutschen Eisenbahnstrecken auf Schweizer Gebiet war seit September 1998 Jürgen Lange. Er wurde zum 1. September 2021 durch Marcus Bayer abgelöst.
Auf dem Gebiet des Badischen Bahnhofs befindet sich ausserdem das Instandhaltungswerk von DB Fernverkehr. Es nimmt Wartungsarbeiten an ICE-Zügen aller Generationen vor. Das Werk besitzt eine Werkshalle mit insgesamt sechs Behandlungsgleisen und einer Gesamtlänge von 650 Meter sowie zwei Aussenbehandlungsgleisen mit 400 Meter Länge.

### Währung und Tarifsysteme
Obwohl der Bahnhof komplett in der Schweiz liegt, wird er vollumfänglich von der Deutschen Bahn betrieben. Die Preise im Reisebüro und an den Schaltern werden in Euro berechnet. Eine Bezahlung in Schweizer Franken ist aber ebenfalls möglich. An den Fahrkartenautomaten sind Hinweise auf einen eventuellen Auslandszuschlag bei Bezahlung mit deutschen Kreditkarten angebracht. Auch die Waren der diversen Läden im Bahnhof können in Euro oder Franken bezahlt werden. Auf Prospekten ist jedoch seit 2016 die Angabe (auch) in Schweizer Franken zwingend, und es dürfen keine Prospekte mit Angeboten ausschliesslich mit in Euro angegebenen Preisen aufgelegt werden.
Im Personenverkehr von und nach Deutschland wird der Badische Bahnhof wie einer der Deutschen Bahn (Bundeseisenbahnvermögen) behandelt. Für innerschweizerische Fahrten, die über ihn führen, finden nur Schweizer Tarife Anwendung. Er liegt in der Tarifzone 10 des Tarifverbundes Nordwestschweiz (TNW) und in der Tarifzone 8 des Regio Verkehrsverbundes Lörrach (RVL).

## Bildergalerie

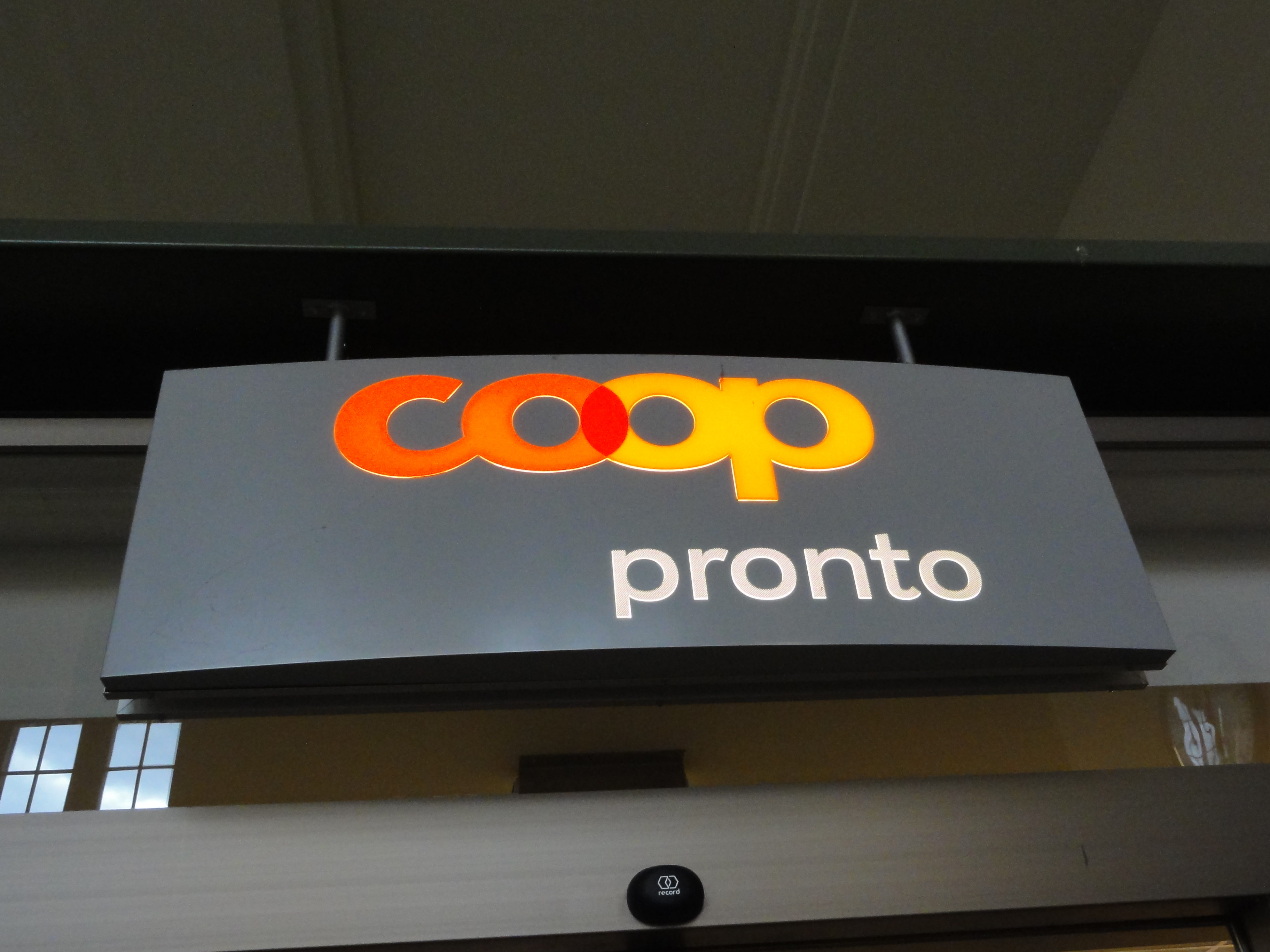
Im Bahnhof befindet sich ein Lebensmittelgeschäft der Schweizer Coop-Kette
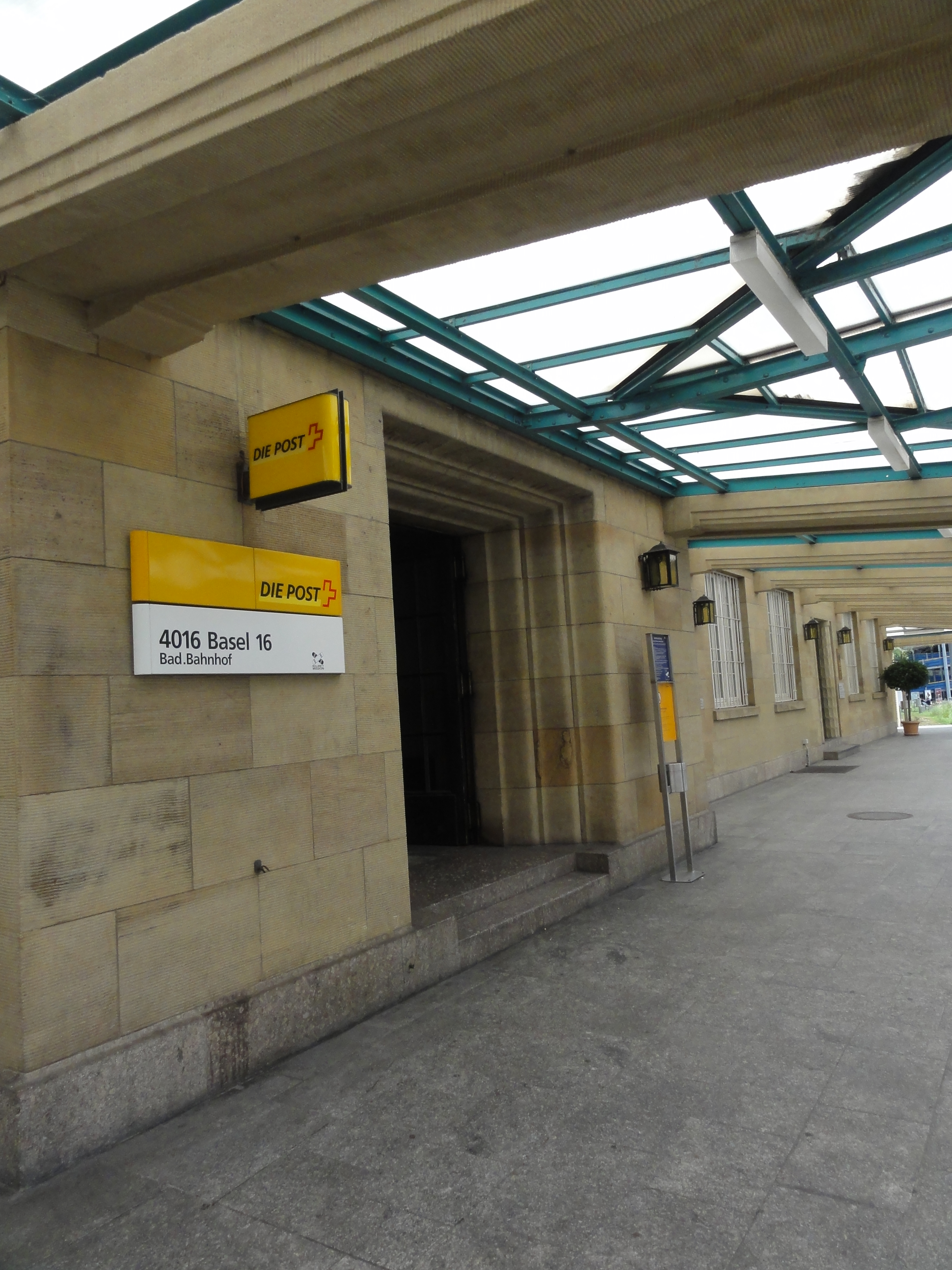
Auch das hier ist etwas Besonderes: das schweizerische Postamt «Die Post AG» in einem DB-Bahnhof
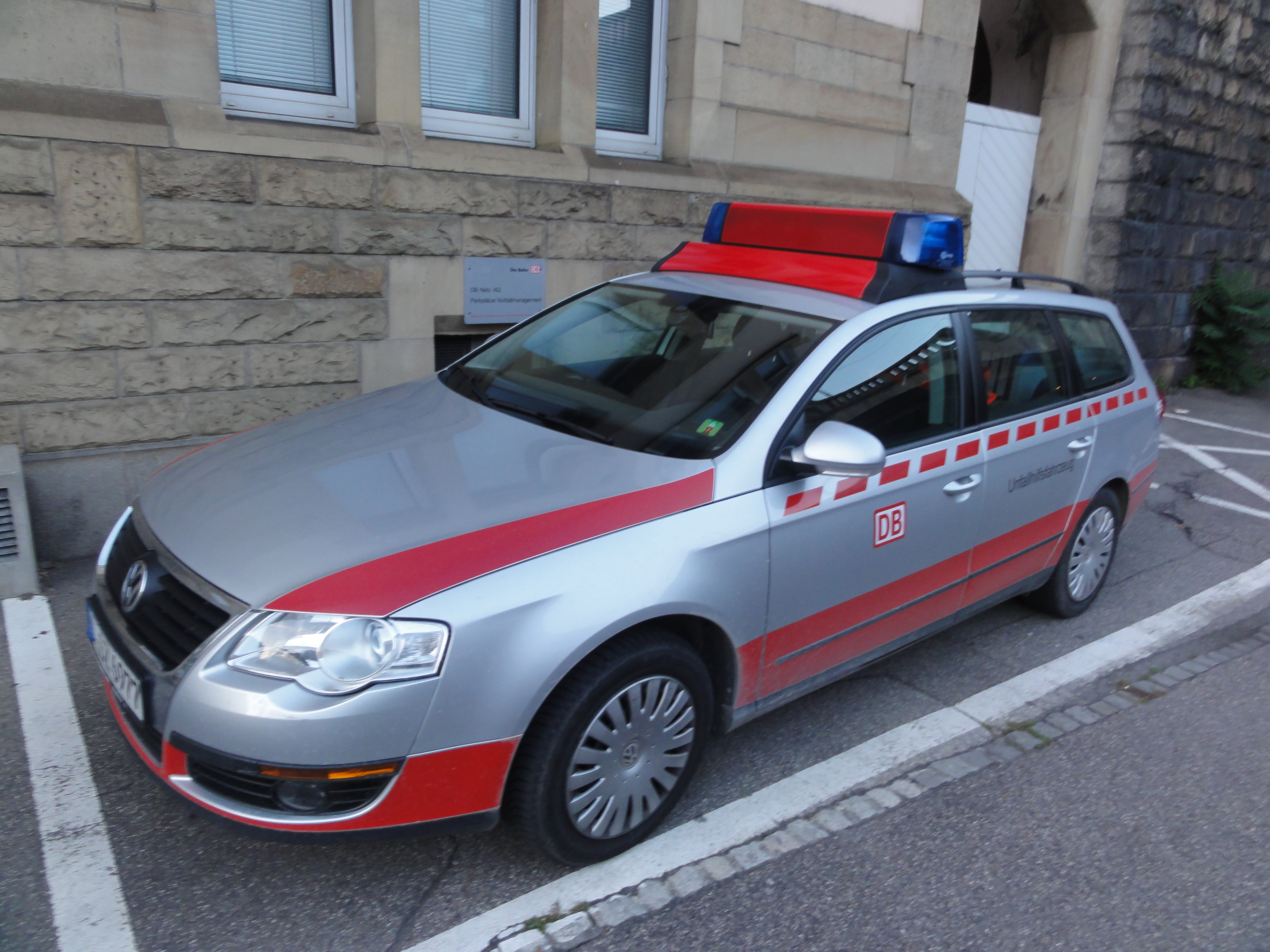
Unfallhilfsfahrzeug der DB-Gruppe. Diese befinden sich auch bei der gesamten schweizerischen Infrastruktur der Deutschen Bahn.
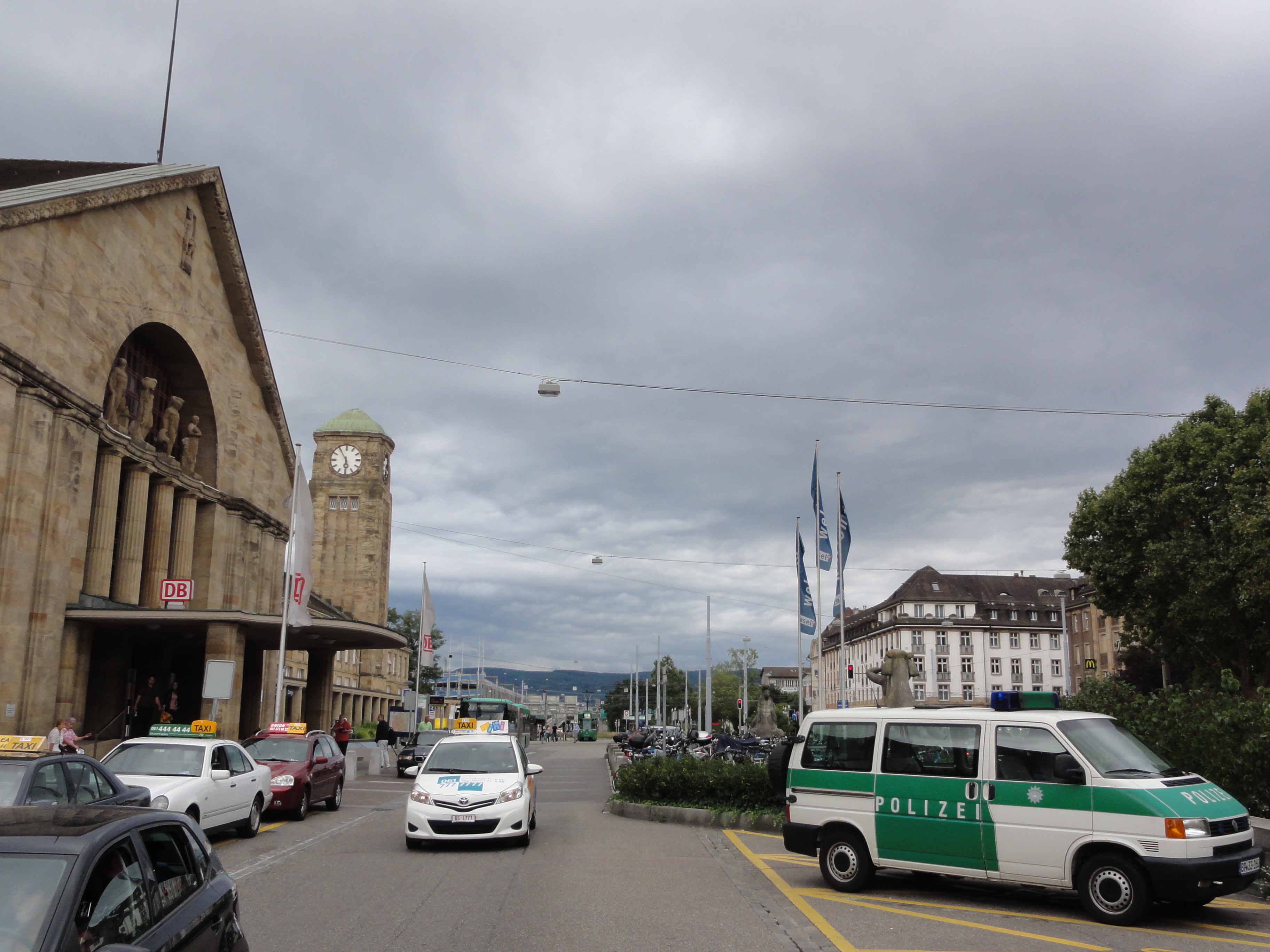
Nur schweizerische Taxis sind hier tätig.
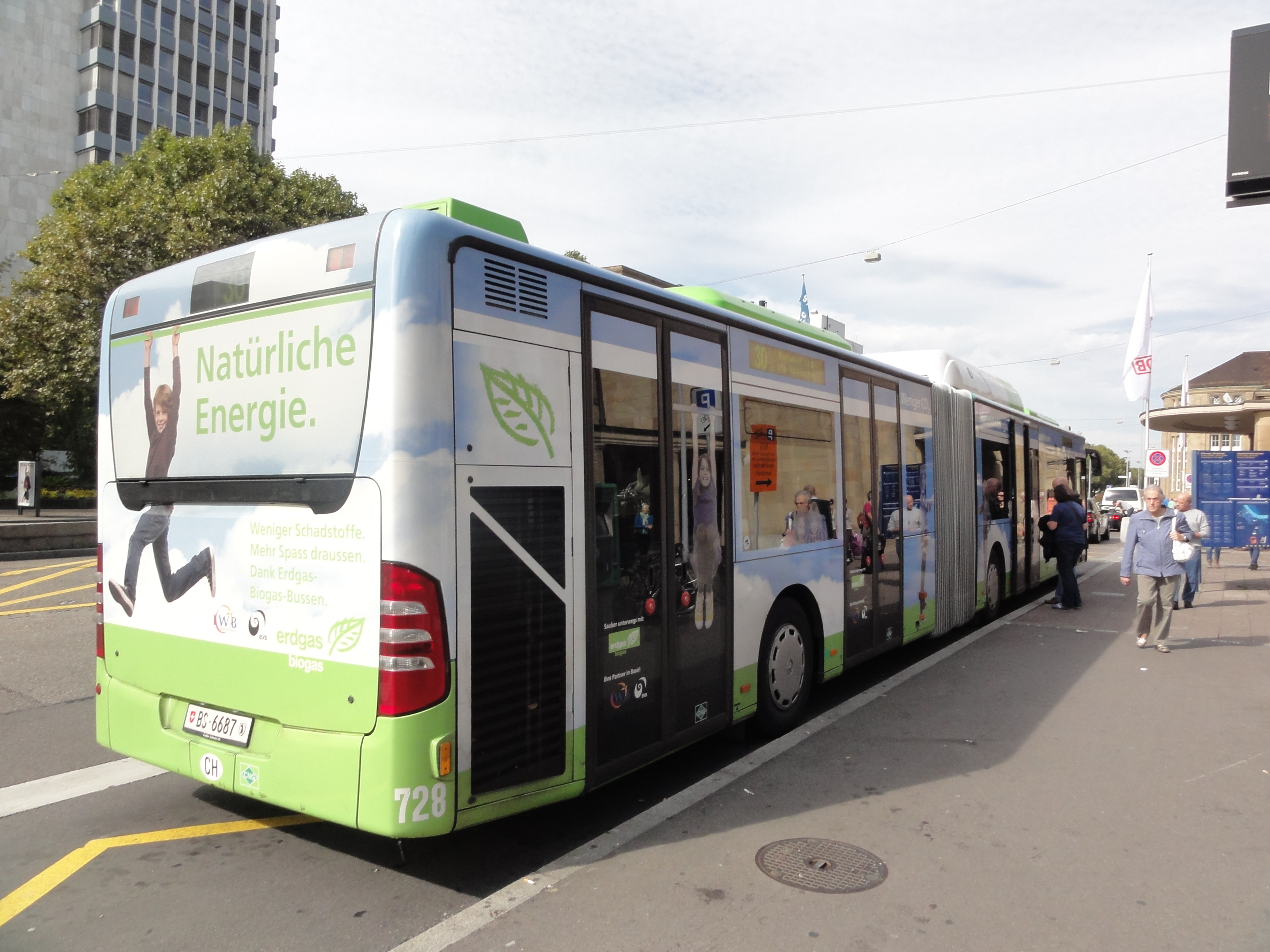
Aber auch Fern- und Stadtbusse aus Deutschland und der Schweiz halten am Badischen Bahnhof.
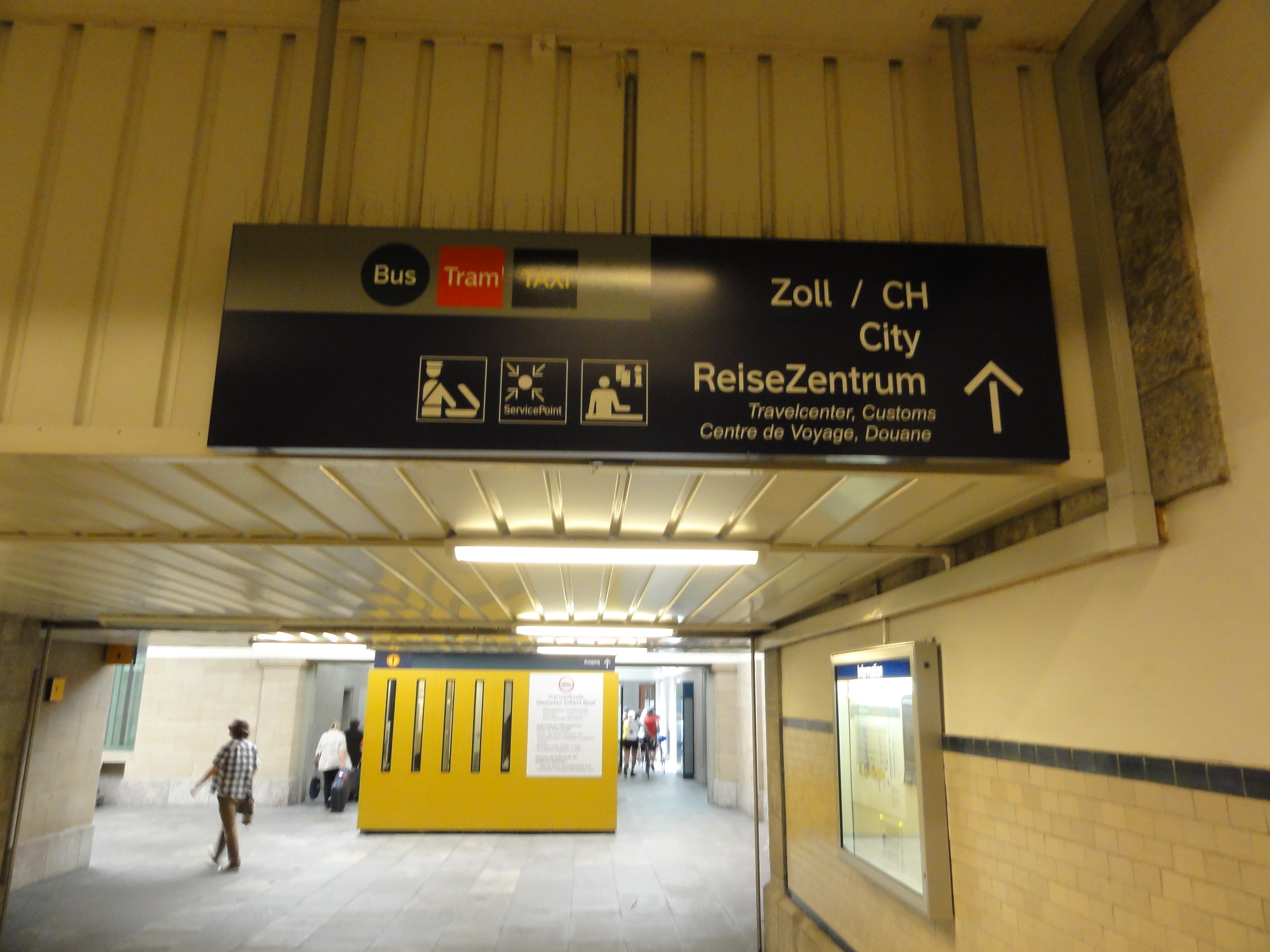
Bis 2014 mussten die Tische des Schweizer Zolls passiert werden, um in das Empfangsgebäude zu gelangen.
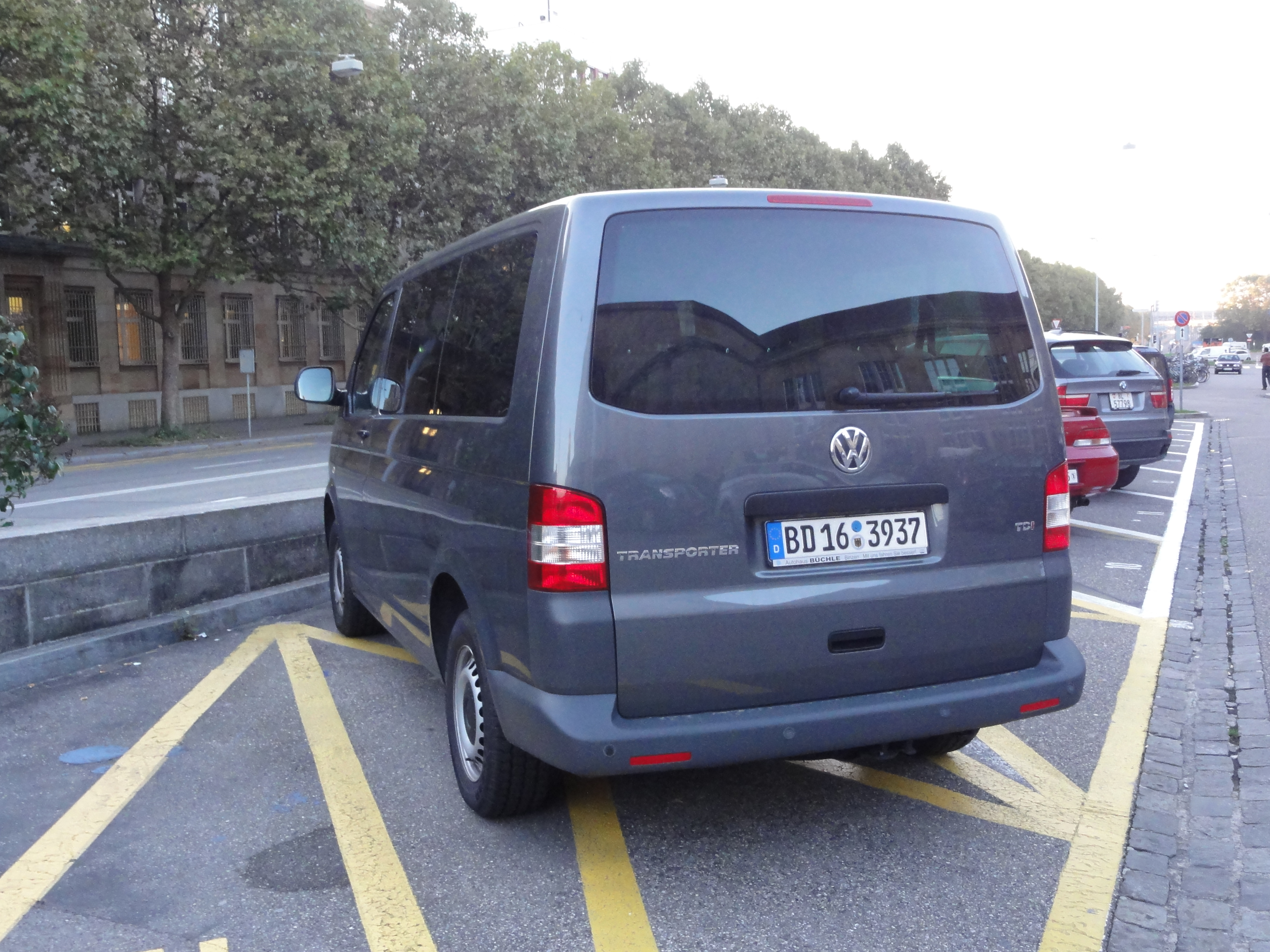
Ziviles Einsatzfahrzeug der Bundeszollverwaltung. Auch die Kantonspolizei Basel-Stadt und die deutsche Bundespolizei sind hier tätig.
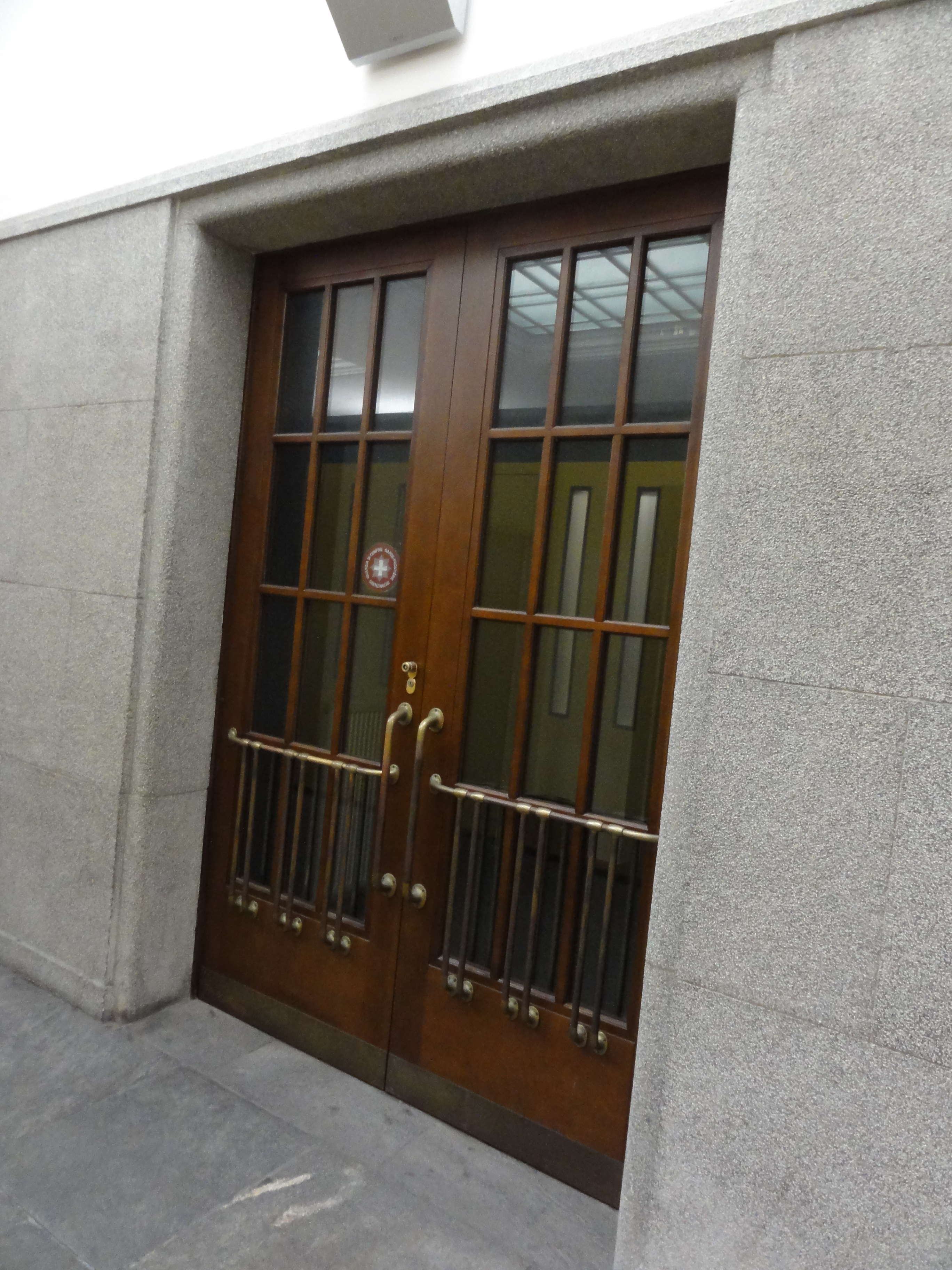
Schweizer Zollamt.
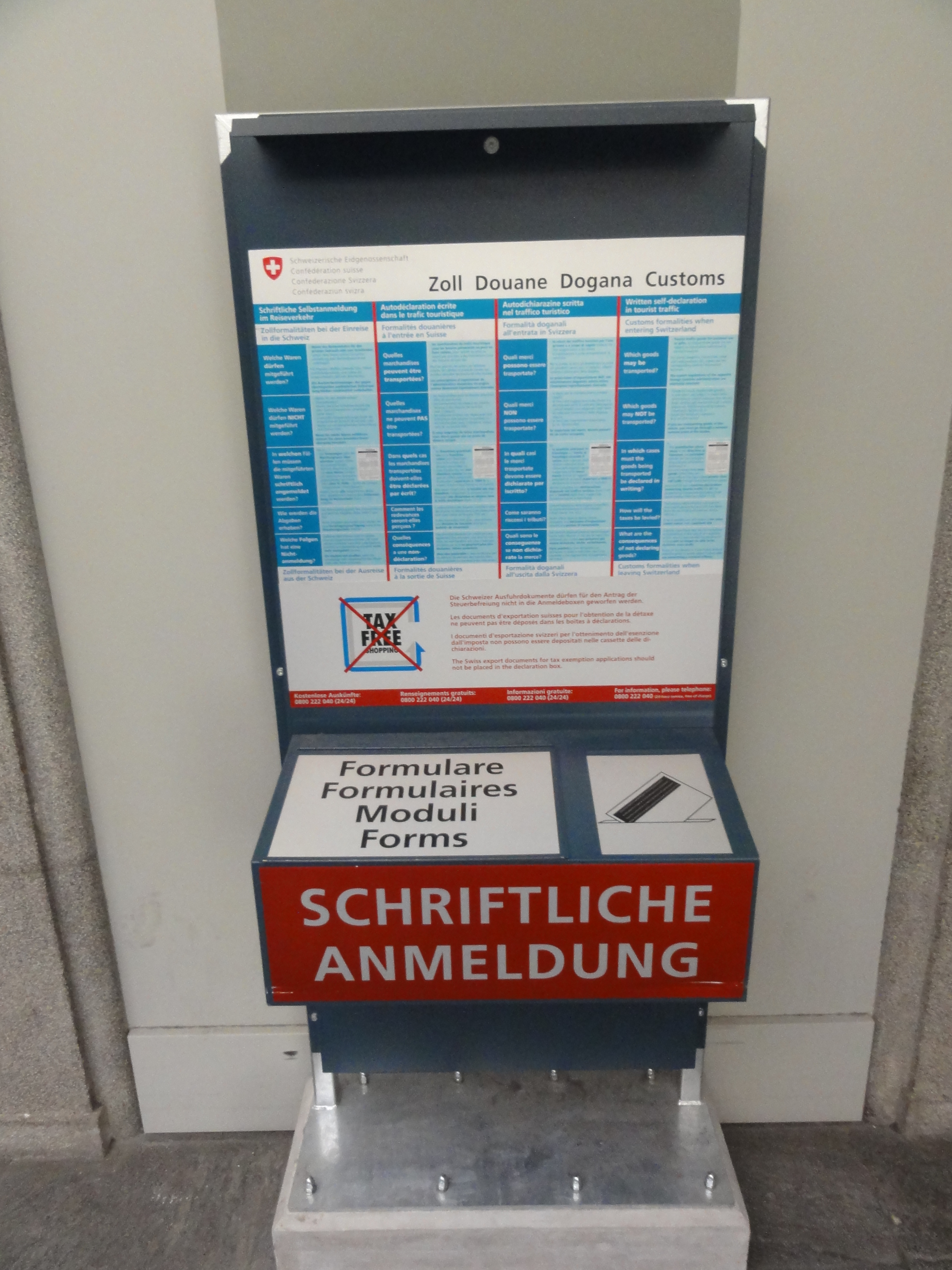
Formulare für die Einfuhr zollpflichtiger Waren in die Schweiz. Trotz Schengenabkommen müssen zollpflichtige Waren angemeldet werden.
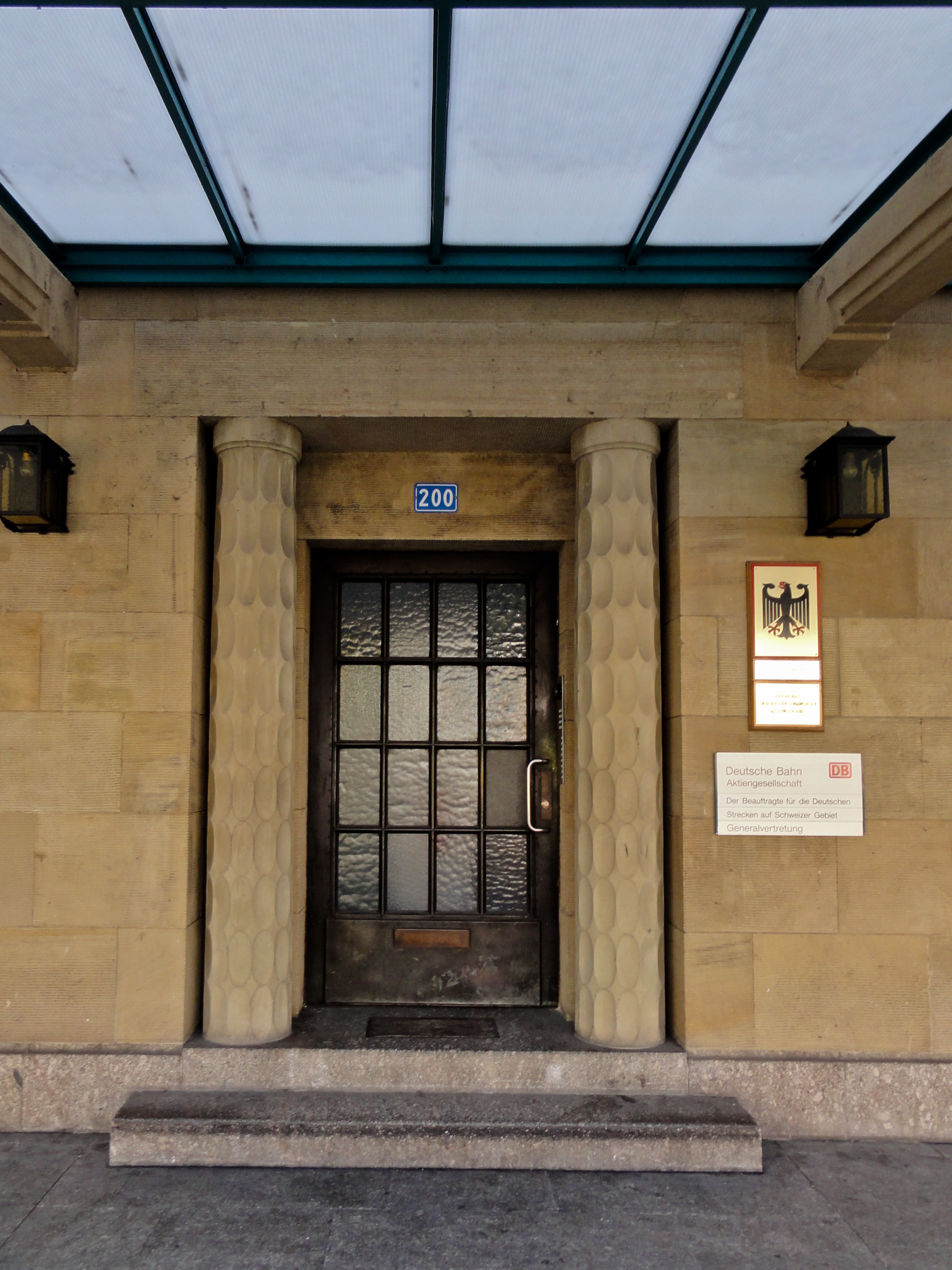
Generalvertretung des Bundeseisenbahnvermögens und des Beauftragten für die deutschen Eisenbahnstrecken auf Schweizer Gebiet (Vertretung seit September 2021: Marcus Bayer[44])

## Kultur
Im südlichen Teil des Empfangsgebäudes residiert die Helmut Förnbacher Theater Company. In den Räumlichkeiten der ehemaligen Restaurationsbetriebe Buffet I und II im nördlichen Teil ist seit 2002 der «Gare du Nord – Bahnhof für Neue Musik» angesiedelt, das erste experimentelle Musikzentrum der Schweiz, in dem u. a. bereits Christoph Marthaler und Herbert Wernicke Theateraufführungen inszeniert haben. Hausensemble des «Gare du Nord» ist das «Ensemble Phoenix Basel». Das Buffet I ist heute als «Bar du Nord» ein multifunktionaler Veranstaltungsraum, in dem u. a. regelmässig Fussballspiele auf Grossleinwand übertragen werden.

## Bahnstromumrichter
Am Badischen Bahnhof wurde 1935 eine operationelle Anlage zur Kopplung des Bahnstromnetzes mit dem öffentlichen Netz mithilfe von Quecksilberdampf-Stromrichter in Betrieb genommen. Die von der AEG gebaute Anlage verfügte über eine Übertragungsleistung von 5,4 MVA.

## Trivia

### Bahnhofsbrauerei
1860 kaufte Niklaus Emanuel Merian-Seeber (1828–1872) gegenüber dem ersten Badischen Bahnhof Bauland und baute eine Wirtschaft mit einer eigenen Hausbrauerei. Die Eröffnung war am 16. März 1862. Die Wirtschaft nannte er «Warteck». Der Grund für die Wahl des Namens ist nicht überliefert, die wahrscheinlichste Theorie lautet, dass er sich auf die Droschken bezog, die dort auf Fahrgäste von den ankommenden Zügen warteten. Nachdem der Bahnhof 1913 an seinen neuen Standort verlegt worden war, eröffnete die Brauerei Warteck, die sich seither unter einem neuen Eigentümer zu einem grösseren Unternehmen entwickelt hatte, gegenüber dem neuen Bahnhof ein Restaurant mit dem Namen «Neues Warteck». Das bisherige Warteck wurde in «Altes Warteck» umbenannt.